# Janzé
Pour les articles homonymes, voir Janzé (homonymie).
Janzé est une commune française située dans le département d'Ille-et-Vilaine, en région Bretagne.
Ses habitants sont les Janzéens et les Janzéennes. D'après Le Petit Matao, les habitants de Janzé sont surnommés : les Loûs, en gallo (c'est-à-dire les « Loups » en français).
Au début du XXe siècle, Janzé était connue pour ses poulardes janzéennes et un peu plus tard pour ses élevages de chevaux. Depuis la décennie 1980, la région de Janzé est connue pour son élevage de volailles fermières label rouge (poulets, pintades et volailles festives comme le chapon et la dinde pour les fêtes de fin d'année), sous le label « Le Janzé ».
En 2010, l'Institut Curie et l'association Courir pour la Vie, Courir pour Curie ont décerné à Janzé, Pays de la Roche-aux-Fées  le trophée Donateur historique.

### Localisation

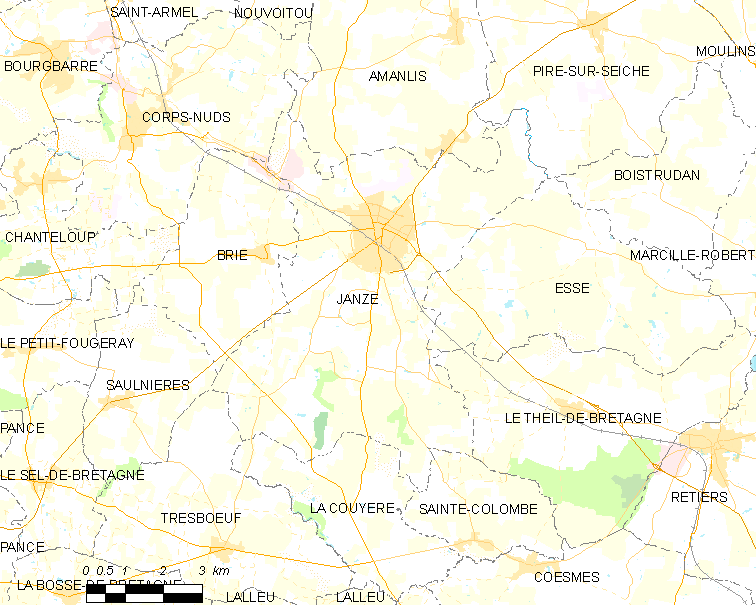
Carte de la commune de Janzé.

## Géographie

### Description

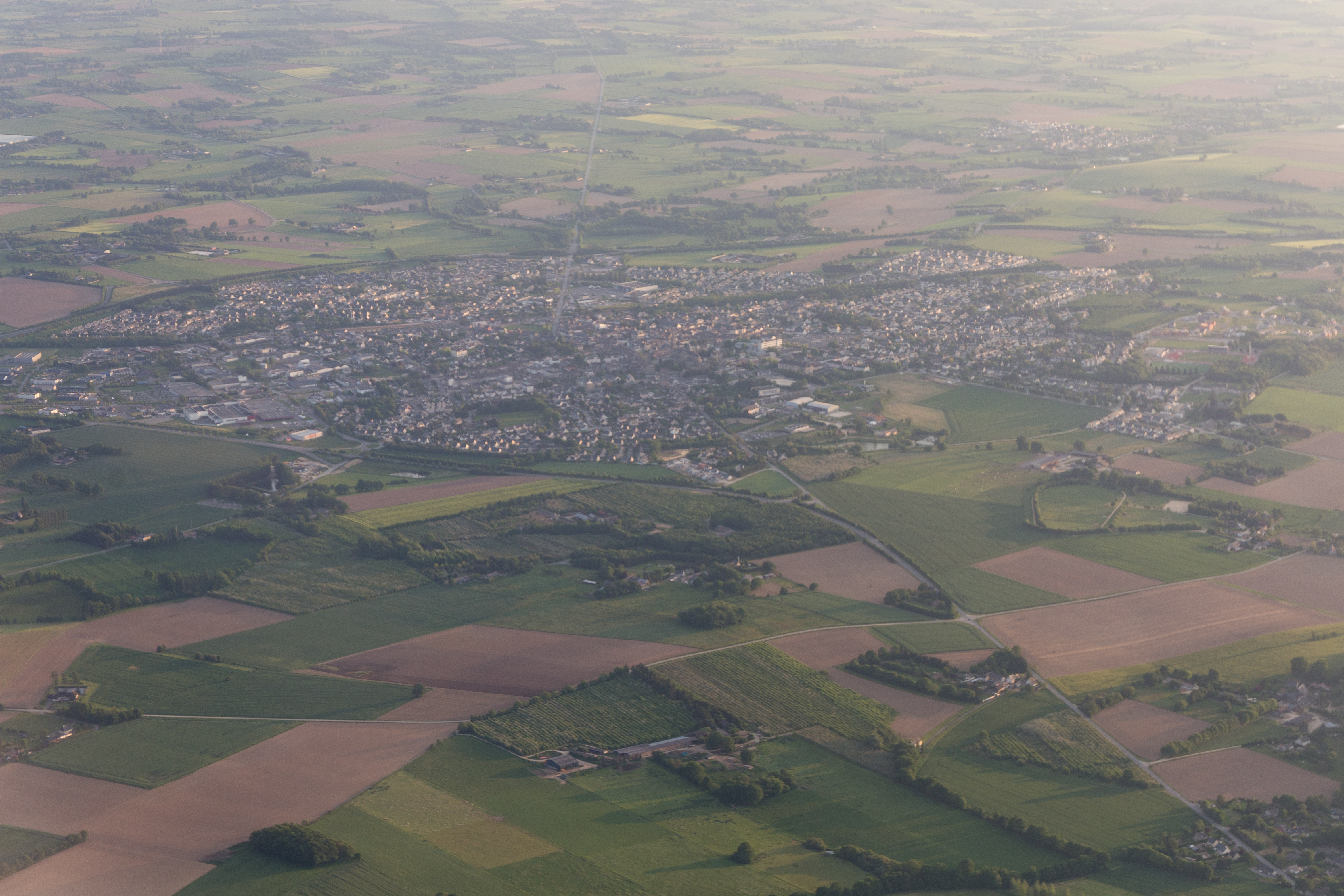
Vue aérienne de Janzé.

Janzé est située dans la partie sud-est du bassin de Rennes.
Le finage communal de Janzé est limité à l'est par la Seiche, rivière affluente de rive gauche de la Vilaine et qui sépare Janzé de Piré-sur-Seiche ; un affluent de rive gauche de la Seiche, le ruisseau du Loroux (lequel se nomme ruisseau des Champs Blancs, puis ruisseau de la Ringardière dans sa partie amont), sépare au sud-est Janzé d'Essé et un autre, le ruisseau du Réda, sert au nord-est, sur une petite partie de son cours, de limite communale avec Amanlis .
La moitié sud du territoire communal est drainée par l'Ise, un autre affluent de rive gauche de la Seiche, mais qui coule vers l'ouest en direction de Brie et conflue avec celle-ci nettement plus en aval (elle est alors dénommée « Isle »), dans l'ancienne commune de Châtillon-sur-Seiche. Plusieurs petits affluents du bassin de réception de l'Ise ont leur source dans la partie méridionale de la commune, notamment le ruisseau des Landes du Moui et le ruisseau des Buttes de La Touche, ainsi que l'Ise elle-même.
Tous ces cours d'eau ont des vallées peu encaissées par rapport à la plaine qu'ils traversent ; le territoire communal ne présente pas de dénivelé important, mais forme un plan légèrement incliné vers le nord-est : l'altitude maximale atteint 117 mètres à Bel Air, à l'est des Landes de Bellevue, dans le sud-ouest de la commune, à la limite de Saulnières et la plus basse (31 mètres) dans la vallée de la Seiche, au nord-est du finage communal, là où ce cours d'eau quitte le territoire communal, à la limite d'Amanlis.
Le paysage agraire traditionnel est celui du bocage avec un habitat rural dispersé en de nombreux hameaux et fermes isolées. Le bourg de Janzé, situé approximativement au centre du territoire communal, est désormais une ville ayant pris une certaine importance, de nombreux lotissements ont été construits à sa périphérie ; mais Janzé a su préserver sa partie rurale de la rurbanisation.

### Géologie
La carrière de Montlouis, située dans le sud de la commune, à la limite de la commune de La Couyère, exploitée par le groupe Lafarge, produit des sables, cailloux et granulats. Les projets d'extension menace des sites naturels et historiques (le menhir de la Pierre des Fées et une voie romaine) et suscite des protestations de riverains.

### Hydrographie
Pour un article plus général, voir Réseau hydrographique d'Ille-et-Vilaine.
La commune est située dans le bassin Loire-Bretagne. Elle est drainée par la Seiche, la Quincampoix, l'Ise, le Couyère, le Loroux, le Pont Guesdon, le Prunelay, le Réda, le ruisseau de la Châlerie, le ruisseau de la Ranjardière, le ruisseau de la Rivière bodin, le ruisseau de l'Ébeaupin, le ruisseau des Buttes de la touche, le ruisseau des Landes du moui et le ruisseau du Merquelande,,.
La Seiche, d'une longueur de 97 km, prend sa source dans la commune du Pertre et se jette  dans la Vilaine à Bruz, après avoir traversé 24 communes. 

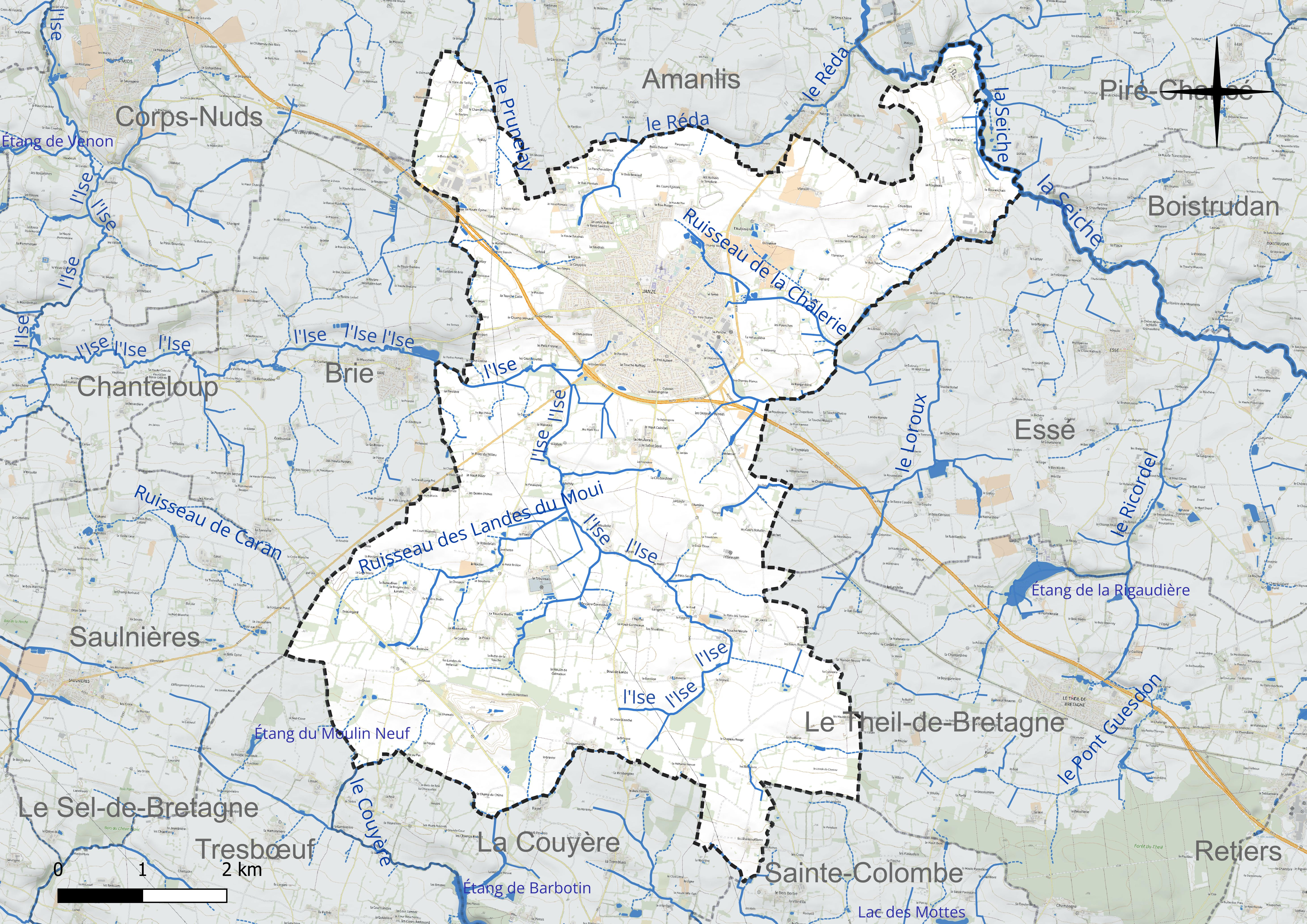
Réseau hydrographique de Janzé.

La Quincampoix (Seiche), d'une longueur de 33 km, prend sa source dans la commune de Domalain et se jette  dans la Seiche sur la commune, après avoir traversé six communes. 
L'Ise, d'une longueur de 30 km, prend sa source dans la commune  et se jette  dans la Seiche à Noyal-Châtillon-sur-Seiche, après avoir traversé sept communes. 
Le Couyère, d'une longueur de 14 km, prend sa source dans la commune  et se jette  dans le Semnon à Thourie, après avoir traversé cinq communes. 

### Climat
Pour des articles plus généraux, voir Climat de la Bretagne et Climat d'Ille-et-Vilaine.
En 2010, le climat de la commune est de type climat océanique altéré, selon une étude du CNRS s'appuyant sur une série de données couvrant la période 1971-2000. En 2020, Météo-France publie une typologie des climats de la France métropolitaine dans laquelle la commune est exposée à un climat océanique et est dans la région climatique  Bretagne orientale et méridionale, Pays nantais, Vendée, caractérisée par une faible pluviométrie en été et une bonne insolation. Parallèlement l'observatoire de l'environnement en Bretagne publie en 2020 un zonage climatique de la région Bretagne, s'appuyant sur des données de Météo-France de 2009. La commune est, selon ce zonage, dans la zone « Sud Est », avec des étés relativement chauds et ensoleillés.  
Pour la période 1971-2000, la température annuelle moyenne est de 11,5 °C, avec une amplitude thermique annuelle de 13,5 °C. Le cumul annuel moyen de précipitations est de 740 mm, avec 12,5 jours de précipitations en janvier et 6,9 jours en juillet. Pour la période 1991-2020, la température moyenne annuelle observée sur la station météorologique la plus proche, située sur la commune d'Arbrissel à 15 km à vol d'oiseau, est de 12,1 °C et le cumul annuel moyen de précipitations est de 718,7 mm,. Pour l'avenir, les paramètres climatiques de la commune estimés pour 2050 selon différents scénarios d'émission de gaz à effet de serre sont consultables sur un site dédié publié par Météo-France en novembre 2022.

## Urbanisme

### Typologie
Au 1er janvier 2024, Janzé est catégorisée petite ville, selon la nouvelle grille communale de densité à sept niveaux définie par l'Insee en 2022.
Elle appartient à l'unité urbaine de Janzé, une unité urbaine monocommunale constituant une ville isolée,. Par ailleurs la commune fait partie de l'aire d'attraction de Rennes, dont elle est une commune de la couronne,. Cette aire, qui regroupe 183 communes, est catégorisée dans les aires de 700 000 habitants ou plus (hors Paris),.

### Occupation des sols
L'occupation des sols de la commune, telle qu'elle ressort de la base de données européenne d'occupation biophysique des sols Corine Land Cover (CLC), est marquée par l'importance des territoires agricoles (86,1 % en 2018), en diminution par rapport à 1990 (91,3 %). La répartition détaillée en 2018 est la suivante : 
terres arables (50 %), zones agricoles hétérogènes (31,1 %), zones urbanisées (6,7 %), prairies (5 %), zones industrielles ou commerciales et réseaux de communication (2,9 %), mines, décharges et chantiers (1,7 %), forêts (1,5 %), espaces verts artificialisés, non agricoles (1,1 %). L'évolution de l'occupation des sols de la commune et de ses infrastructures peut être observée sur les différentes représentations cartographiques du territoire : la carte de Cassini (XVIIIe siècle), la carte d'état-major (1820-1866) et les cartes ou photos aériennes de l'IGN pour la période actuelle (1950 à aujourd'hui).

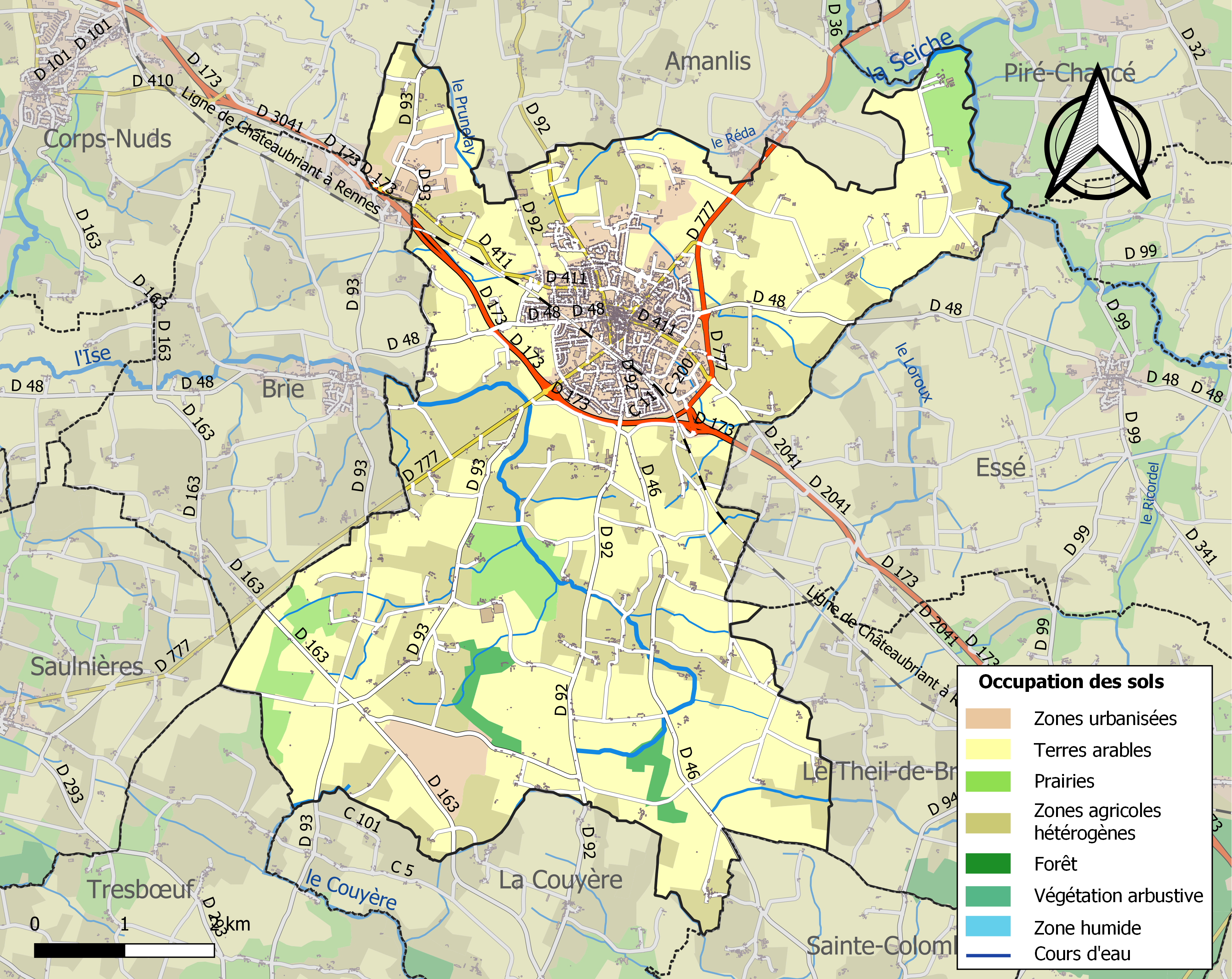
Carte des infrastructures et de l'occupation des sols de la commune en 2018 (CLC).

### Voies de communications et transports
Deux principales routes départementales traversent la commune : la RD 173 et la RD 777 (ancienne Route nationale 777).
La RD 173 est une voie express à 2×2 voies faisant partie de la liaison entre Rennes et Angers, via Corps-Nuds, Janzé, Retiers, Martigné-Ferchaud, Pouancé, Segré et Le Lion-d'Angers.
La RD 777 est issue du déclassement de la RN 777 dans les années 1970. La RN 777 reliait Ernée à Questembert lors de sa création dans les années 1930.
La ligne ferroviaire de Châteaubriant à Rennes traverse la commune.

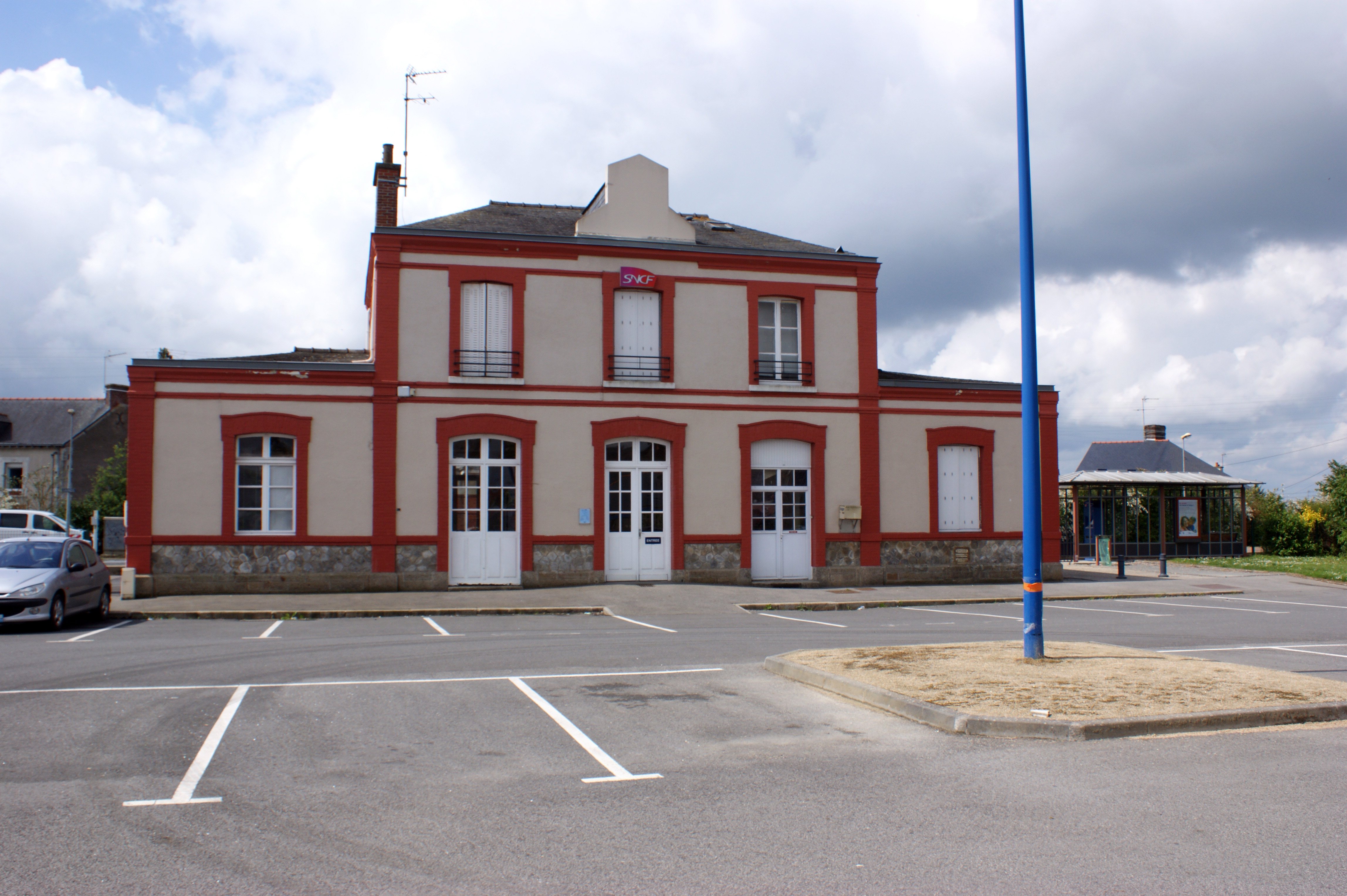
La gare de Janzé : bâtiment voyageurs et entrée de la gare.
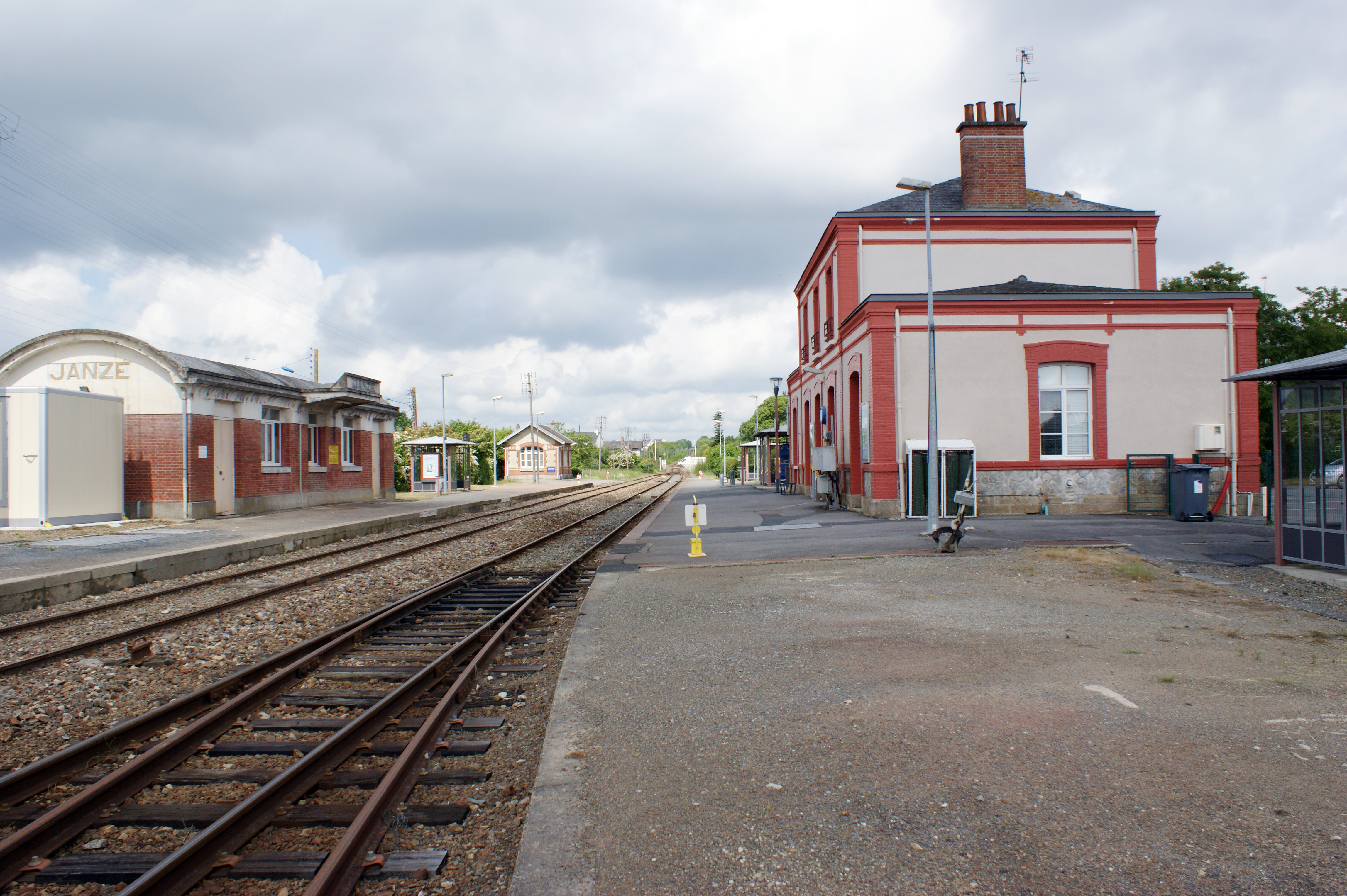
La gare de Janzé et les voies ferrées.

Enfin, la commune fait partie du réseau régional BreizhGo : ligne 22 (Rennes - Janzé - Retiers - Châteaubriant).

## Toponymie
C'est de l'occupation romaine que Janzé tirerait son nom ; plusieurs hypothèses étant avancées à propos de son origine : dieu romain Janus ?, Gennitius (nom de famille gallo-romain) ?, Jan (jonc en gallo) ?, ce qui n'exclut pas une autre origine possible. Encore nommée Janziacum au XIe siècle, puis Janzéium en 1197, elle devient successivement Janzay ou Janzey, puis Janzé à partir de 1216,.
La forme bretonne proposée par l'Office public de la langue bretonne est Gentieg.

## Histoire

### Préhistoire
La présence humaine est attestée sur le territoire de la commune dès le Néolithique par la présence de plusieurs menhirs mentionnés dès le XIXe siècle et désormais détruits ou encore visibles :
- la Pierre des Fées au lieu-dit Bellevue ;
- le menhir de Bouillons, désormais déplacé et remonté dans un pseudo-dolmen 47° 57′ 33″ N, 1° 29′ 30″ O ;
- l'alignement détruit de la Rimbergère[36] ;
- les trois menhirs de la métairie Neuve[36] 47° 54′ 41″ N, 1° 29′ 42″ O.

L'existence de ces édifices est vraisemblablement à mettre en relation avec l'ensemble mégalithique de La Roche-aux-Fées situé sur la commune limitrophe d'Essé.

### Antiquité
Des vestiges, notamment des monnaies romaines indiquant la présence d'un ancien camp romain ont été trouvés sur la butte du Châtelier.

### Moyen Âge
Au haut Moyen Âge, l'existence, favorisant l'implantation des premières communautés chrétiennes, des prieurés de Néron, Beauchesne et La Franceule est attestée, et celle des prieurés de Saint-Martin et Saint-Pierre probable. Un comte de Janzé a vécu au XIe siècle, mais il semble que cette famille ait rapidement disparu.
Le nom de Janzé apparaît pour la première fois en 1216 ; la localité dépendait alors des seigneurs de Brie, qui y possédaient la châtellenie du Désert.
Jean-Baptiste Ogée écrit que « le fief de la Lanceule est très-ancien ; il appartenoit, en 1360, à Pierre Coupu, Seigneur de la Lanceule, et, l'an 1420, à Jeanne de Rennes. Les maisons nobles, en 1360, étoient : la Jarousaye, le Bois-Rogier, et Lam ».
Le village s'est développé initialement sur le monticule entourant l'ancienne église Saint-Martin. La place du marché aux bestiaux (actuelle place de la République) était accessible par un escalier. « Quelques rues, mal alignées, peu entretenues, bordées de rigoles, comme toutes les rues de l'époque médiévale, coupent en tous sens la petite agglomération ».
La ville avait, jusqu'à la Révolution, deux paroisses : Saint-Martin qui appartenait à l'abbaye de Marmoutier en Touraine à la fin du XIe siècle et Saint-Pierre vraisemblablement rattachée à la fondation du prieuré de Néron, en Amanlis (lequel dépendait de l'abbaye Saint-Melaine de Rennes) ; les seigneurs de Brie disposaient d'un enfeu dans l'église paroissiale.

### Temps modernes
Le manoir de la Franceule, qui comprenait un colombier , une cour, un jardin, une chapelle, une métairie et un moulin, fut construit au XVIe siècle à l'emplacement d'un prieuré mentionné dès le XIIe siècle, qui appartenait au prieuré de Béré, lui-même dépendant de l'abbaye de Marmoutier, ce manoir a été détruit au début du XXe siècle. Un autre manoir datant du XVIe siècle était celui de Tartoul, lui aussi détruit dans le courant du XXe siècle. D'autres manoirs existaient : la Tullaye, Garmeaux, La Lanceule, Teillay, la Placette, la Grandinerie.
Janzé ne fut pas épargné par les massacres et pillages lors des Guerres de religion. La peste a sévi dans la région entre 1563 et 1640.
Le marché de Janzé se tenait le mercredi de chaque semaine : « par sa situation au milieu de deux grandes routes qui attirent à ce marché des brigands de toutes espèces, qui attaquent de jour et de nuit assez ordinairement les allants et venants, au point de les dévaliser et de les mettre à contribution (...) », les paroissiens de Saint-Martin de Janzé demandèrent en 1789 dans leur cahier de doléances le rétablissement d'une brigade de cavaliers de maréchaussée, supprimée en 1773 au profit de Louvigné-de-Bais.
Les seigneurs de Brie, aussi seigneurs de Janzé, disposaient du droit de quintaine et de haute justice avec « gibet, ceps et colliers » ; ils firent construire en 1764 l'« Auditoire » pour y rendre la justice.
Jean-Baptiste Ogée décrit ainsi Janzé en 1778 :

« Janzé ; à 5 lieues au Sud-Est de Rennes , son évêché, sa subdélégation et le ressort de sa haute justice. On y compte 2800 communiants ; la cure est à l'Ordinaire. Il y a dans cette paroisse, qui releve du Roi, une brigade de maréchaussée, et un marché le mercredi. (...). Depuis Janzé jusqu'aux Trois-Maries, il y a un grand chemin pavé qui fait embranchement avec la route de Rennes à Châteaubriand [Châteaubriant]. Ce territoire, couvert de bois, est abondant en grains et en cidre : les poulardes que les marchands de ce lieu apportent à Rennes et à Nantes, passent pour être délicieuses ; aussi en font-ils un grand commerce. »

### Période révolutionnaire
En raison de l'existence des deux paroisses, deux cahiers de doléances furent rédigés ; l'assemblée des paroissiens de Saint-Martin se tint le 3 avril 1789 sous la présidence de Claude Trevet de Tourneville, sénéchal de Janzé, en présence de 131 paroissiens ; l'assemblée de la paroisse Saint-Pierre, en la présence de 24 paroissiens, rédigea un cahier de doléances différent de celui de la paroisse Saint-Martin, mais les deux paroisses demandent la suppression des corvées en nature pour l'entretien du grand chemin de Rennes à Châteaubriant et de la milice ; ceux de Saint-Pierre se plaignent des dîmes considérables prélevées par les moines de Marmoutier et des droits prélevés par le marquis de Brie sur les foires et marchés; ceux de Saint-Martin demandent la suppression des banalités sur les moulins et de divers autres droits féodaux (droits de fuie et de garenne, lods et ventes , etc..). L'assemblée de Saint-Martin élit Julien Geffrault, Jan-Baptiste Garnon, Joseph Noël et Julien Lelièvre pour la représenter à l'assemblée du tiers état de la sénéchaussée.
La Guerche fut préféré à Janzé comme chef-lieu de district.
La population de la commune était, parait-il, favorable aux changements apportés par la Révolution française, surtout après la fin de la Terreur. La principale fête révolutionnaire était alors celle célébrant l'anniversaire de l'exécution de Louis XVI, accompagnée d'un serment de haine à la royauté et à l'anarchie, fêtée à partir de 1795. La fondation de la Première République était aussi fêtée tous les ans, le 21 septembre. Enfin, les autres fêtes républicaines sont peu suivies, notamment à cause du manque de succès du calendrier républicain, qui fait que les fêtes d'Ancien Régime et les nouvelles ne coïncident pas. Mais Janzé, une commune patriote, célébrait la fête de la Reconnaissance, pourtant peu suivie dans le reste du département, célébrée le 10 pairial an IV (29 mai 1797).

### LeXIXesiècle
Les rues de Janzé, non entretenues pendant la Révolution française, sont en si mauvais état que les roues des voitures à cheval s'y brisaient. C'est en 1849 que sont installés dans le centre de la ville les sept premiers lampadaires (des lampes à huile).
L'ancienne église Saint-Pierre est désaffectée lors de la Révolution française et transformée successivement au cours du XIXe siècle en halle aux grains, en prison, puis en école, successivement des garçons, puis des filles, entre 1835 et 1911. C'est désormais la « Maison Saint-Pierre », une propriété de la ville.
Janzé fut dès le XIXe siècle un centre important de commerce grâce à la fabrication des toiles à voiles, avec Châteaugiron, mais également par l'élevage des volailles, cité pour la première fois par Jean-Baptiste Ogée en 1776 ; au début du XIXe siècle, elles se vendent jusqu'à Paris sous le nom de  « poularde de Rennes » et figurent dans l'inventaire des produits de Bretagne rédigé en 1827 par Laënnec. Vers 1900, le marché aux volailles de Janzé était le plus important du département. Des compagnies transatlantiques mettaient dans les premières décennies du XXe siècle de la poularde de Janzé (sous l'appellation « poussin de Janzé ») à leur menu ; ce fut encore le cas pour le paquebot France en 1972.
Les vieilles halles en bois se trouvaient en face de l'ancienne église Saint-Martin : elles abritaient des commerces, mais aussi la mairie et l'auditoire. En raison de leur exiguité, les divers marchés étaient dispersés dans la ville : si celui des grains était sous les Halles, celui aux volailles se trouvait rue Neuve, le marché aux œufs rue Nantaise et celui  aux châtaignes rue de la Paix, , etc.. La région de Janzé était aussi productrice de blé noir. La ville comptait alors 4 hôtels, fréquentés par les nombreux marchands attirés par l'importance des divers marchés.
En 1835, Louis Mariotti, un ancien élève de l'École normale de Rennes, ouvrit une école privée, avec internat, à Janzé. L'ouverture en 1851 d'une École des Frères qui fait concurrence à l'école communale où enseignait un instituteur normalien, François Connen, entraîne une véritable guerre scolaire : la commune est tellement divisée qu'aux beaux jours une des promenades publiques de la ville est affectée aux partisans de l'école laïque et l'autre aux souscripteurs de l'école congréganiste.
Plusieurs briqueteries, exploitant des filons de terre glaise, furent créées à Janzé : la plus connue fut celle de Bel-Air, qui existait déjà vers 1820 (elle ferma pendant la Seconde Guerre mondiale).
A. Marteville et P. Varin, continuateurs d' Ogée, décrivent ainsi Janzé en 1843 : 

« Janzé (sous l'invocation de saint Martin) ; ville ; commune formée de l'ancienne paroisse de ce nom ; aujourd'hui cure de 2e classe ;(...) chef-lieu de perception ; bureau de poste. (...). Principaux villages : la Haie-de-Teillay, la Haute et Basse-Épine, les Ormeaux, la Planchevalière, les Aulnais, l'Aubinière, Haut et Bas-Taucé, Godfrière, Bournichais, les Fourches, les Ormeaux-du-Midi, l'Ebeaupin, la Touche-Nicole, les Cours-Roger, les Rimbouillères, la Sasserie, Merquelande, Garmeaux, la Touche-Bodin, la Bruère-des-Landes, Haut et Bas-Pilier. Maisons principales : châteaux de Tartoux, de la Jaroussaye, de la Franceule, de la Grandinerie, de la Tullaye ; manoir de Garmeaux. Superficie totale 4 126 hectares, dont (...) terres labourables 2 619 ha, prés et pâturages 551 ha, bois 80 ha, vergers et jardins 82 ha, Landes et incultes 526 ha, étangs 3 ha (...). Moulins : 7 (de la Franceule, à eau ; des Châtelliers, de la Tremblaye, du Rocher, de Garmeaux, de Brulon, de la Jaroussaye, à vent). »

Les mêmes auteurs poursuivent ;

« La ville de Janzé, qui était naguère une simple bourgade, est aujourd'hui une importante localité et s'est faite le centre d'un pays agriculteur et industrie. Ses jolies maisons, son école municipale remarquable, son école de jeunes filles dirigée par une communauté des Sœurs de la Sagesse, qui soignent aussi les malades, ses marchés fréquentés de plus de dix lieues à la ronde, deux routes qui le traversent, tout se réunit pour donner à Janzé un caractère vif et animé. L'élève [élevage] des volailles est toujours une des industries les plus lucratives de ce pays : la renommée qu'elles ont acquises et qu'elles conservent est bien méritée ; en effet, les poulardes de Janzé sont remarquables par la finesse de leur goût et par l'absence de graisses (...). L'industrie des fils et des chanvres est encore une branche importante du commerce de Janzé : beaucoup de cultivateurs emploient les journées d'hiver à fabriquer des toiles à voile, et l'on compte dans la commune plusieurs blanchisseries de fil. Une briqueterie importante a été établie il y a quelques années par M. Choquène ; ses produits sont estimés. Enfin on exploite plusieurs carrières de calcaire et de pierres de taille. Janzé est traversé par la route départementale n°14 d'Ille-et-Vilaine, dite de Corps-Nuds à Pouancé, par la route de Vitré à Redon. Un chemin de grande communication venant de Châteaugiron y aboutit. (...). Il y a foire les seconds mercredis des mois d'avril, mai, juin, juillet et octobre, et le 11 novembre. Marché le mercredi. (...) Géologie : schiste argileux, quartzite au Sud-Est. On parle le français [en fait le gallo]). »

En 1862, les Sœurs de la Sagesse ouvrent un hôpital sur la route de Brie, au lieu-dit Bel Air ; ce n'est qu'en 1906 qu'ouvrit l'hôpital public construit par la municipalité, transformé de nos jours en EHPAD. 

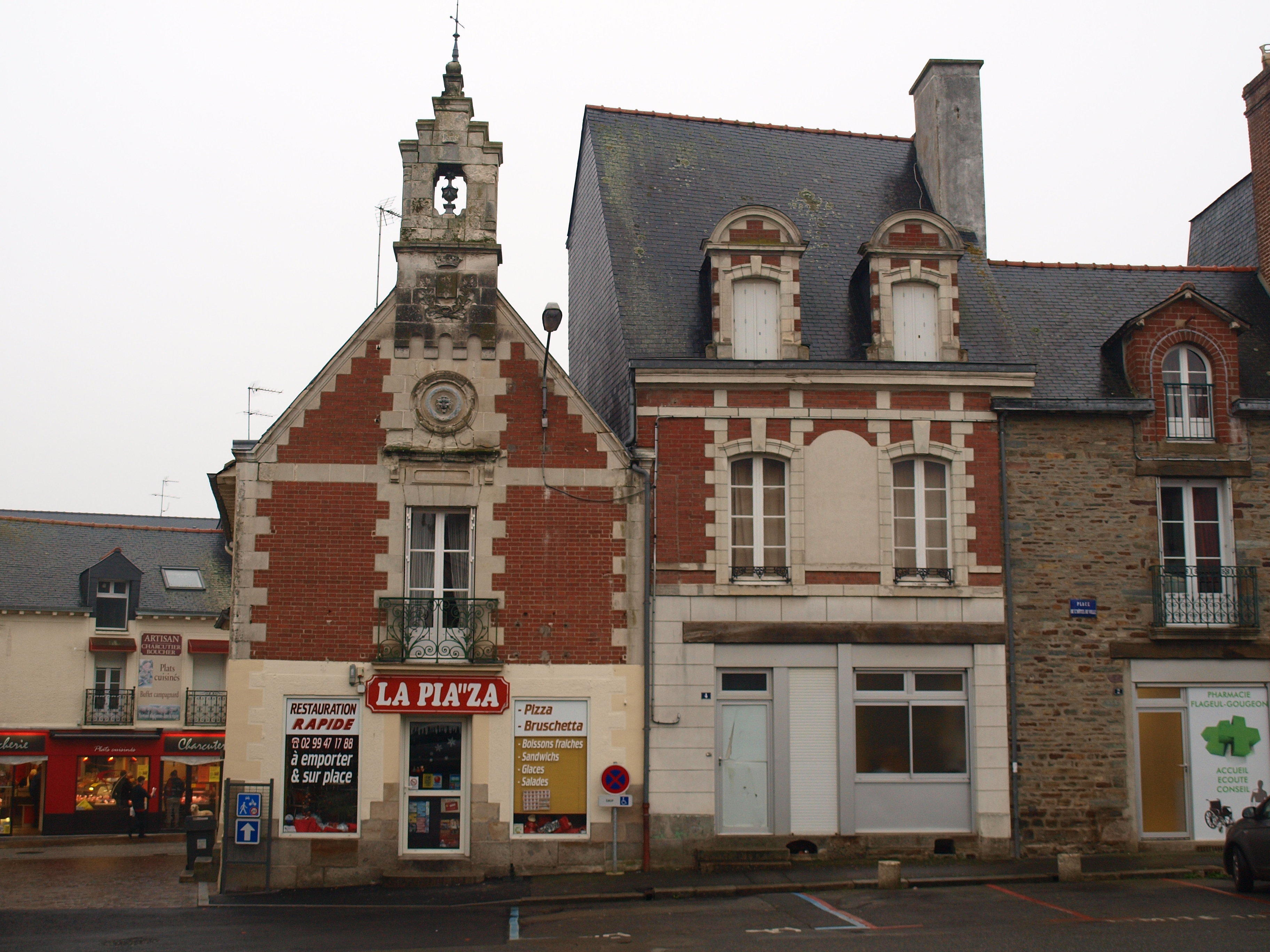
L'hôtel de ville construit en 1886 (remplacé par un autre depuis).

Les travaux de construction, à l'emplacement de l'ancien manoir de la Grandinerie, de la nouvelle église Saint-Martin, de style néo-roman, par les architectes Jules et Henri Mellet commencent en 1874. Un nouvel hôtel de ville (en briques, pierres blanches et granite, avec des pignons sculptés), édifié à l'emplacement de l'ancienne église Saint-Martin, est construit en 1886, après la démolition de ladite église, en 1880 par l'architecte rennais Miniac. De nombreuses maisons construites fin XIXe siècle ou début XXe siècle, par exemple rue Nationale, présentent un bâti de brique et de schiste, cette dernière pierre provenant généralement d'une carrière située à Amanlis. 

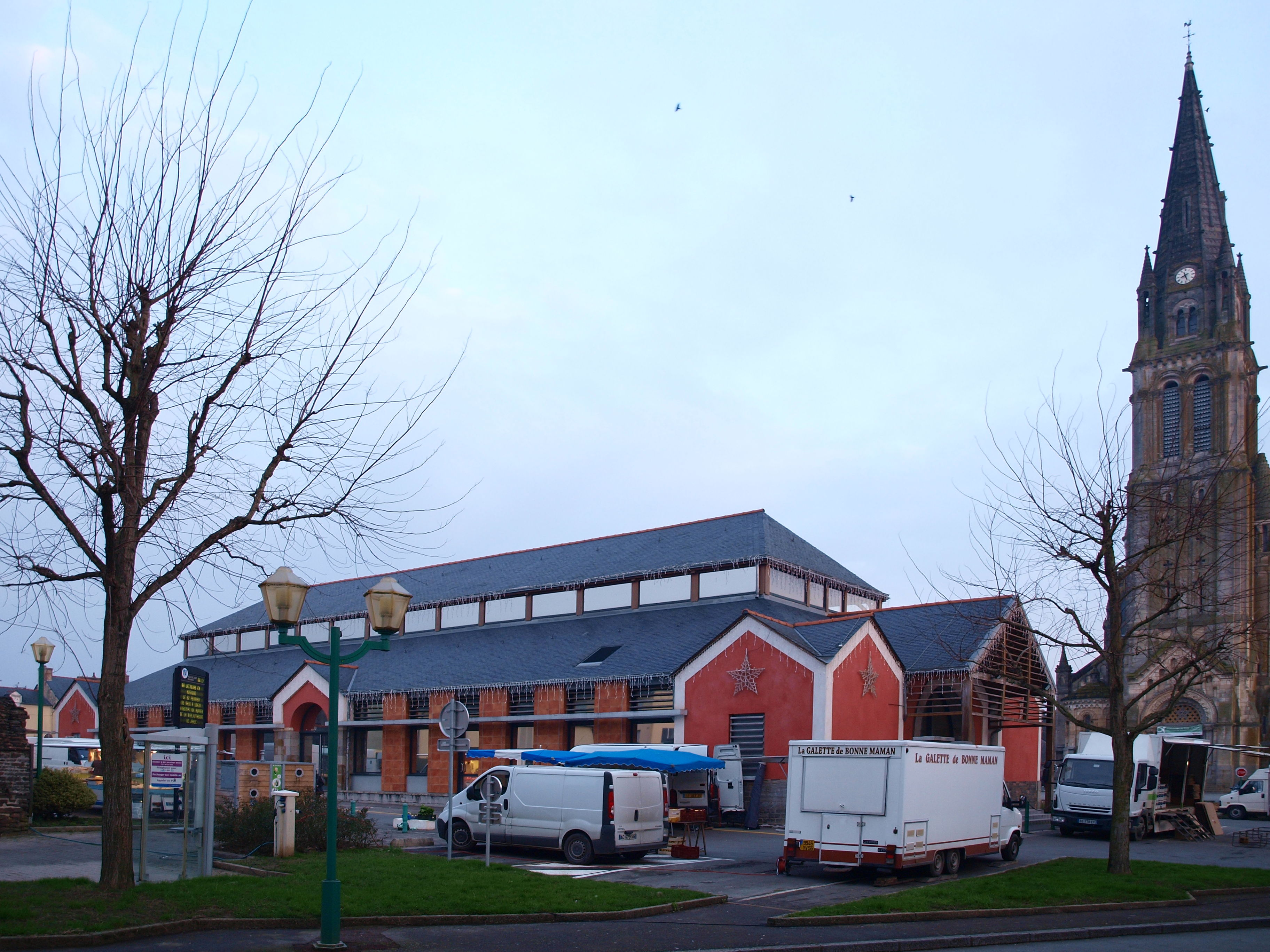
Les halles de Janzé un jour de marché.

La gare de Janzé est construite en 1880 et l'inauguration de la ligne ferroviaire (ligne de Châteaubriant à Rennes) a lieu le 28 décembre 1881. La ligne de chemin de fer et la gare de Janzé sont inaugurés le 28 décembre 1881 en présence du ministre des Travaux publics : David Raynal. Le boulevard reliant la ville à la gare est aménagé en 1881-1882. Tout ce nouveau quartier autour de la gare se développe les décennies suivantes, constitué principalement de maisons bourgeoises et de négociants, notamment à proximité du nouveau champ de foire, situé dans l'angle formé par la route de Bain et l'avenue de la gare.
En 1892, l'historien et folkloriste Adolphe Orain écrit :

« Janzé ne ressemble pas aux autres petites villes de l'Ille-et-Vilaine. Celles-ci sont calmes, tranquilles, tandis que Janzé est d'une activité dévorante. On n'y rêve que commerce et de tous côtés s'en vont des voitures aux marchés voisins pour en rapporter les beurres, les œufs, la volaille qui sont ensuite expédiés sur Rennes ou Paris. »

— Adolphe Orain, Au Pays de Rennes, pp. 206-207

### LeXXesiècle

#### LaBelle Époque
Selon le journal La Croix, en 1891, 87 élèves sont inscrits à l'école laïcisée contre 352 à l'école "libre", congréganiste.

#### La Première Guerre mondiale
Le monument aux morts de Janzé porte les noms de 187 soldats morts pour la France pendant la Première Guerre mondiale ; parmi eux 13 sont morts sur le front belge et un au Luxembourg (dont 11 dès l'année 1914) ; un (Marie Joseph Beuché) était prisonnier en Allemagne et un autre (Julien Debroise) est mort après l'armistice, mais des suites de sa captivité en Allemagne ; la plupart des autres sont décédés sur le sol français.

#### L'Entre-deux-guerres
Le standard de la "poule de Janzé" est défini en 1931 et des éleveurs l'élevant sont présents dans divers concours agricoles de l'Entre-deux-guerres ; elle disparaît progressivement pendant la Seconde Guerre mondiale et les premières décennies d'après-guerre, supplantée par la coucou de Rennes.

#### La Seconde Guerre mondiale
Le monument aux morts de Janzé porte les noms de 20 personnes mortes pour la France pendant la Seconde Guerre mondiale ; parmi elles, un soldat (Maurice Turpin) tué lors de la Débâcle au printemps 1940, un résistant (Lucien Rebours), tué à Bourg-des-Comptes le 24 décembre 1943 et un requis du STO, tué en Allemagne lors d'un bombardement aérien le 26 mars 1944.
La gare de Janzé fut bombardée à plusieurs reprises pendant la guerre.
Deux jeunes femmes ouvrirent en 1943 à Janzé un foyer d'accueil pour enfants abandonnés (des enfants juifs) venus de la région parisienne : le "refuge des Aulnaies" ; après quelques mois, le refuge fut transféré à la "Belle Motte" en Amanlis, un lieu d'accueil plus vaste qui accueillit jusqu'à 17 enfants pendant l'hiver 1943-1944. Ce lieu d'accueil fut soutenu par un réseau local de solidarité.

#### L'après Seconde Guerre mondiale

##### Les guerres d'Indochine et d'Algérie
Quatre soldats (Louis André, Jean-Baptiste Gaultier, Michel Rennesson et Augustin Saulais) originaires de Janzé sont morts pour la France pendant la Guerre d'Indochine et un (Henri Ginguené) pendant la Guerre d'Algérie.

##### La création de l'Association «Poulet de Janzé» et ses suites

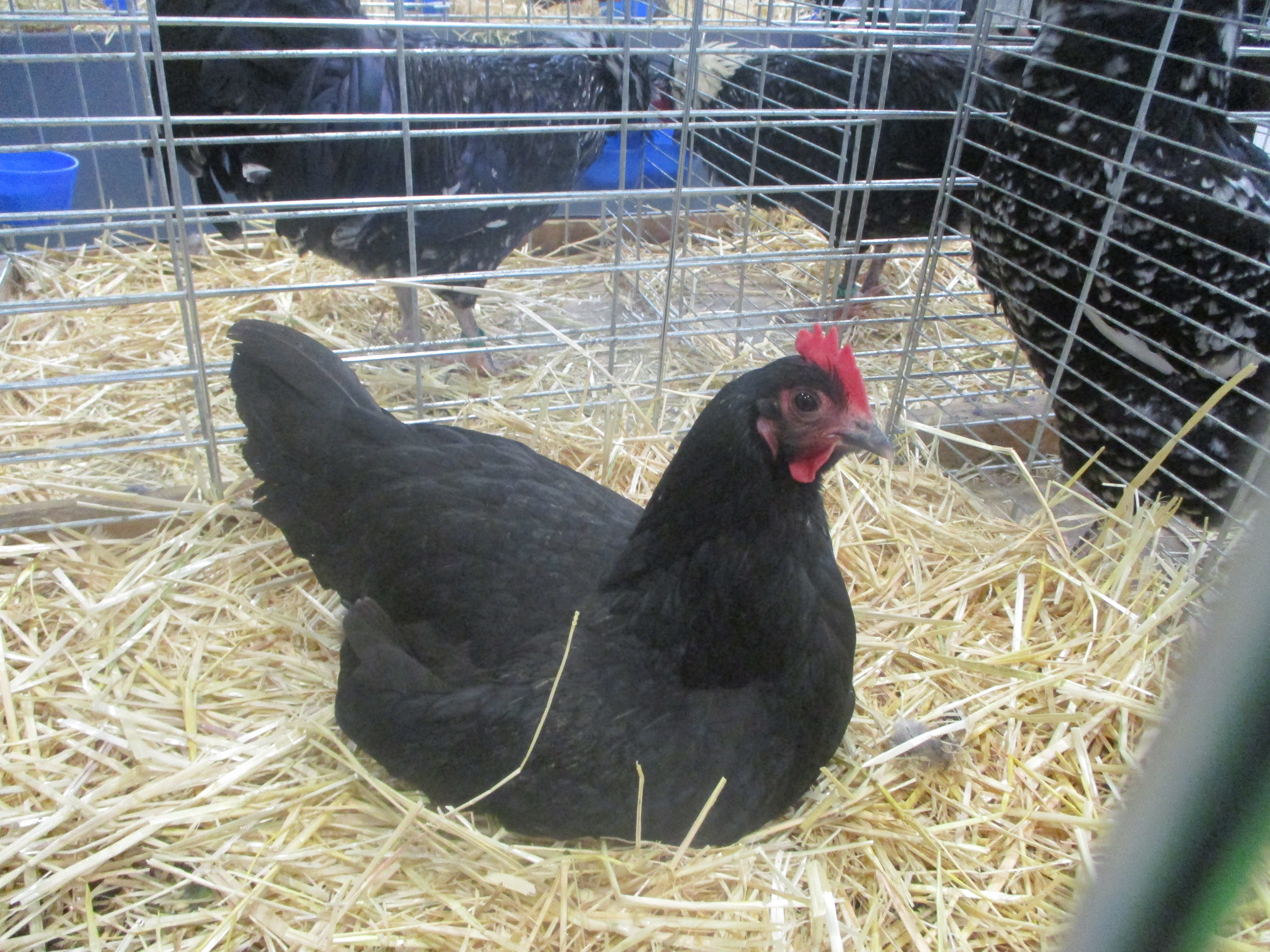
Poule de Janzé au salon international de l'agriculture 2020 (Paris).

La race des poules de Janzé (la « noire de Janzé ») est reconstituée par des passionnés, en collaboration avec l'écomusée de la Bintinais. 
En 1980 se crée l'association « Poulet de Janzé » qui obtient un label rouge pour ses poulets blancs, ses producteurs devant suivre un cahier des charges rigoureux, associant hygiène et qualité. D'autres productions de volailles sont labellisées par la suite : le chapon blanc et le poulet jaune en 1988, la dinde en 1992, la pintade en 1994, le chapon jaune en 2000, le poulet noir et le chapon de pintade en 2014. En 1996, les « Volailles de Janzé » obtiennent une indication géographique protégée et en 2003 les producteurs se regroupent en coopérative (« Les Fermiers de Janzé »). En 2009, les producteurs choisissent l'utilisation de céréales non OGM et en 2018 lancent la production de « poulets bio ».

## Politique et administration
Janzé est le chef-lieu du canton de Janzé.

### Liste des maires

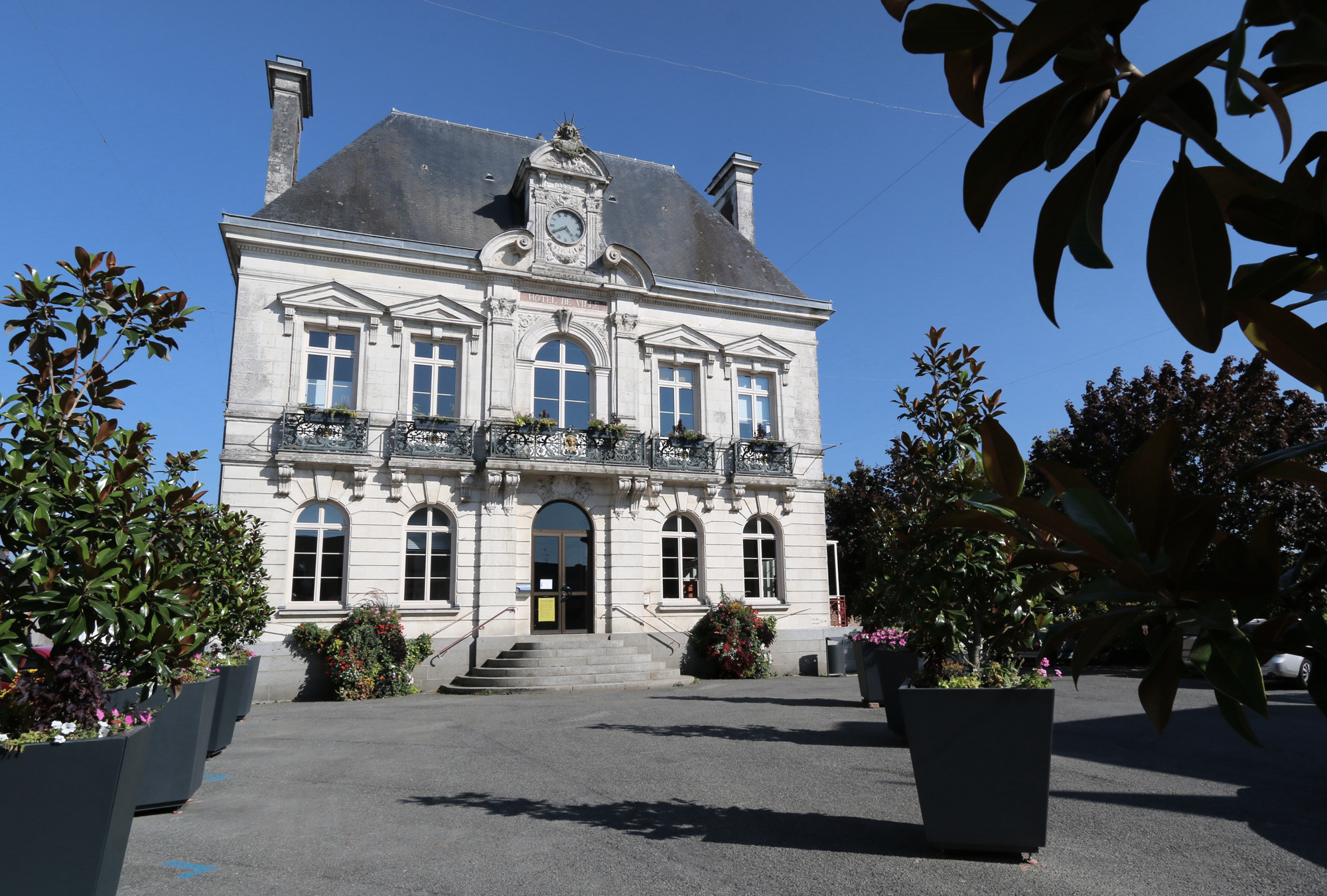
La mairie de Janzé.

## Démographie
L'évolution du nombre d'habitants est connue à travers les recensements de la population effectués dans la commune depuis 1793. Pour les communes de moins de 10 000 habitants, une enquête de recensement portant sur toute la population est réalisée tous les cinq ans, les populations de référence des années intermédiaires étant quant à elles estimées par interpolation ou extrapolation. Pour la commune, le premier recensement exhaustif entrant dans le cadre du nouveau dispositif a été réalisé en 2006.

En 2022, la commune comptait 8 618 habitants, en évolution de +3,99 % par rapport à 2016 (Ille-et-Vilaine : +5,46 %, France hors Mayotte : +2,11 %).
| 1793  | 1800  | 1806  | 1821  | 1831  | 1836  | 1841  | 1846  | 1851  |
| ----- | ----- | ----- | ----- | ----- | ----- | ----- | ----- | ----- |
| 3 296 | 3 513 | 3 492 | 3 745 | 4 051 | 4 098 | 4 304 | 4 500 | 4 722 |

| 1856  | 1861  | 1866  | 1872  | 1876  | 1881  | 1886  | 1891  | 1896  |
| ----- | ----- | ----- | ----- | ----- | ----- | ----- | ----- | ----- |
| 4 586 | 4 471 | 4 540 | 4 424 | 4 496 | 4 810 | 4 779 | 4 760 | 4 563 |

| 1901  | 1906  | 1911  | 1921  | 1926  | 1931  | 1936  | 1946  | 1954  |
| ----- | ----- | ----- | ----- | ----- | ----- | ----- | ----- | ----- |
| 4 434 | 4 484 | 4 452 | 4 048 | 4 103 | 4 087 | 4 102 | 4 281 | 4 222 |

| 1962  | 1968  | 1975  | 1982  | 1990  | 1999  | 2006  | 2011  | 2016  |
| ----- | ----- | ----- | ----- | ----- | ----- | ----- | ----- | ----- |
| 3 948 | 4 158 | 4 248 | 4 327 | 4 500 | 5 364 | 7 571 | 8 170 | 8 287 |

| 2021  | 2022  | - | - | - | - | - | - | - |
| ----- | ----- | - | - | - | - | - | - | - |
| 8 570 | 8 618 | - | - | - | - | - | - | - |

## Économie

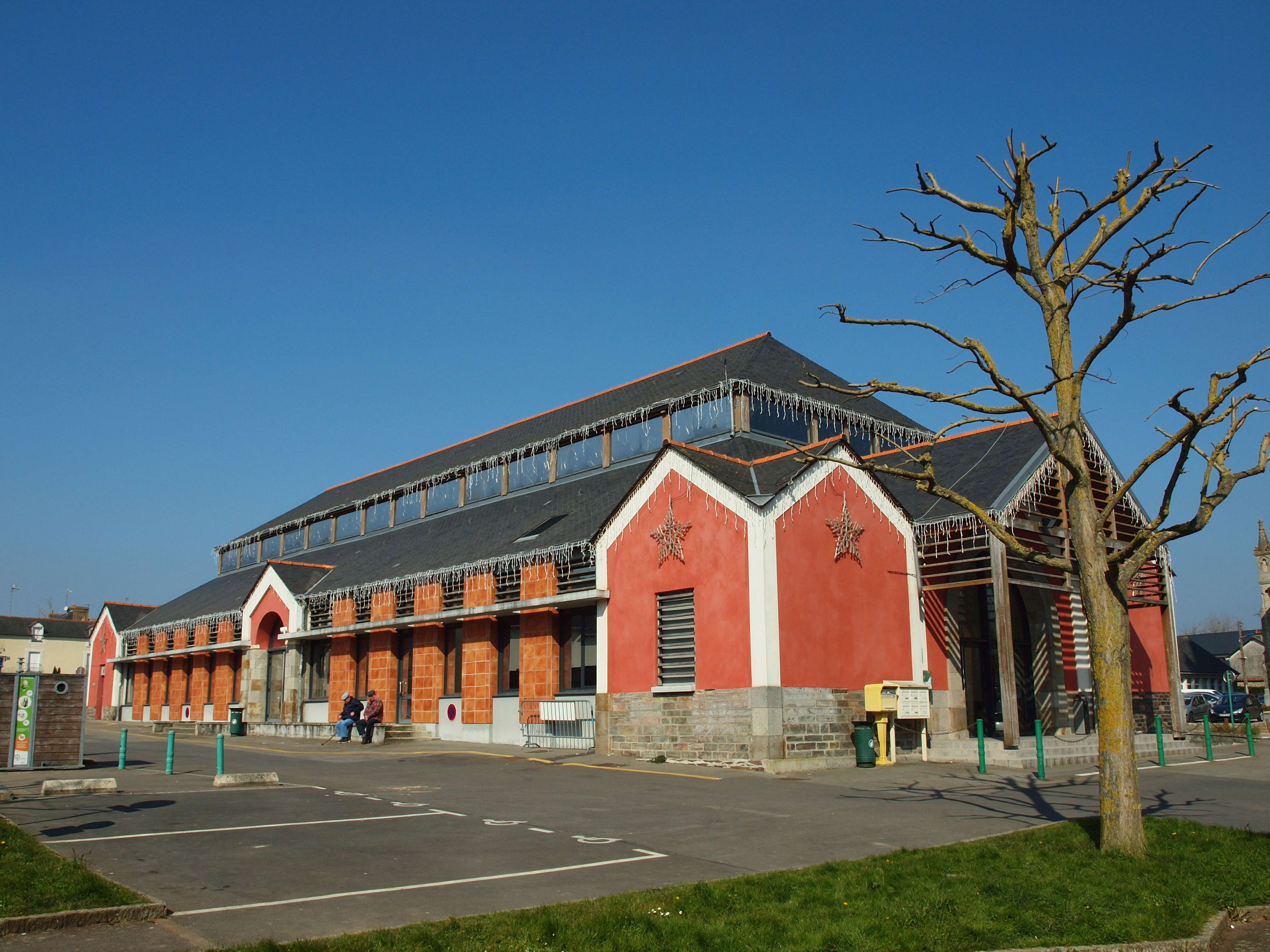
Les halles de Janzé.

Janzé est une commune aux fortes racines rurales. Elle est notamment le berceau de deux coopératives agricoles : le Groupe CCPA ainsi que la coopérative des poulets de Janzé.
Le marché hebdomadaire de Janzé reste de nos jours très fréquenté.
La Saviel (découpe de viande et fabrication de produits élaborés) est une filiale du groupe Les Mousquetaires qui emploie 162 salariés en 2024.

## Culture locale et patrimoine

### Lieux et monuments

#### Église
L'église paroissiale du Sacré-Cœur, a été construite entre 1874 et 1885 ; elle est en forme de croix latine et de style néo-roman. 

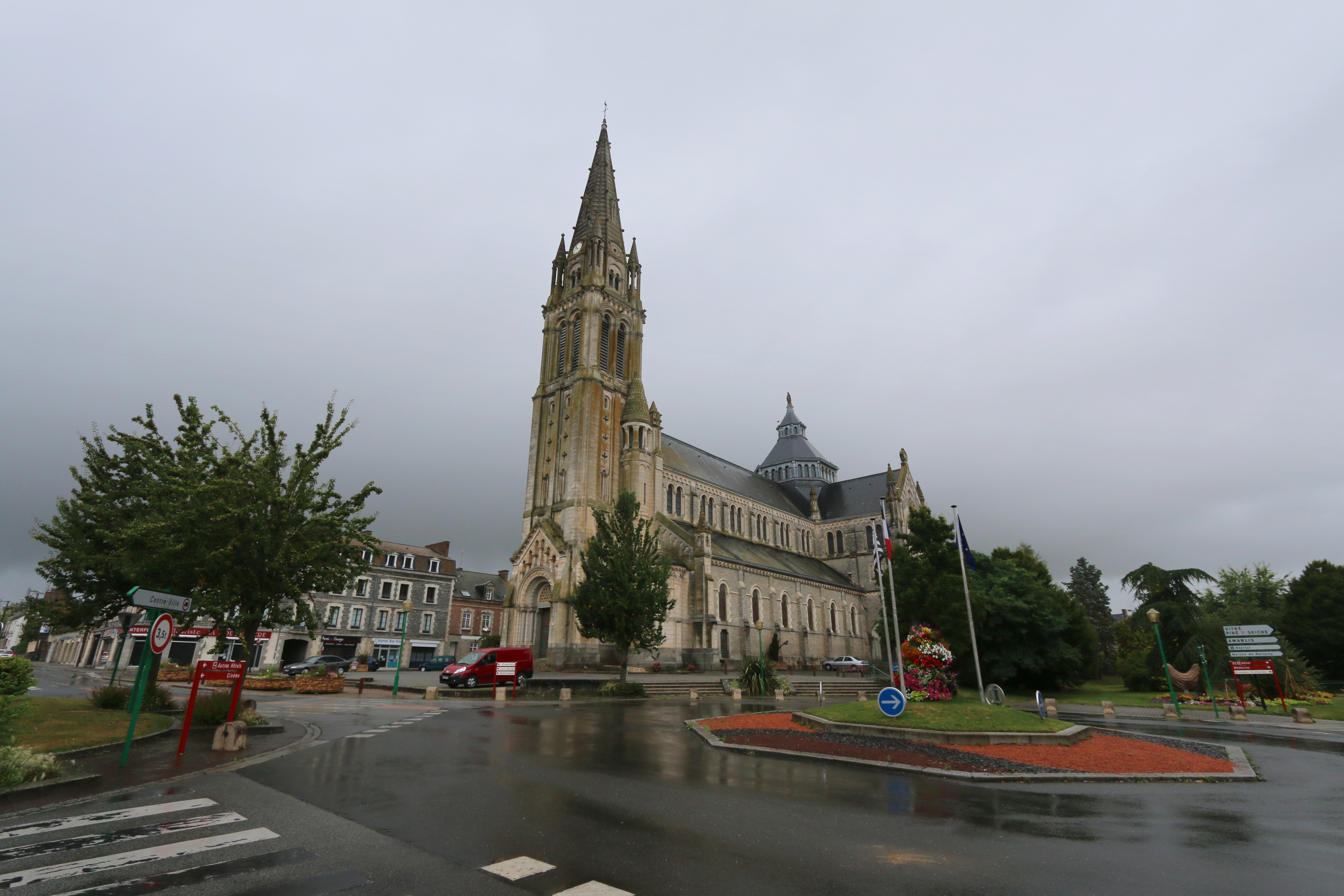
Église du Sacré-Coeur : vue extérieure d'ensemble.
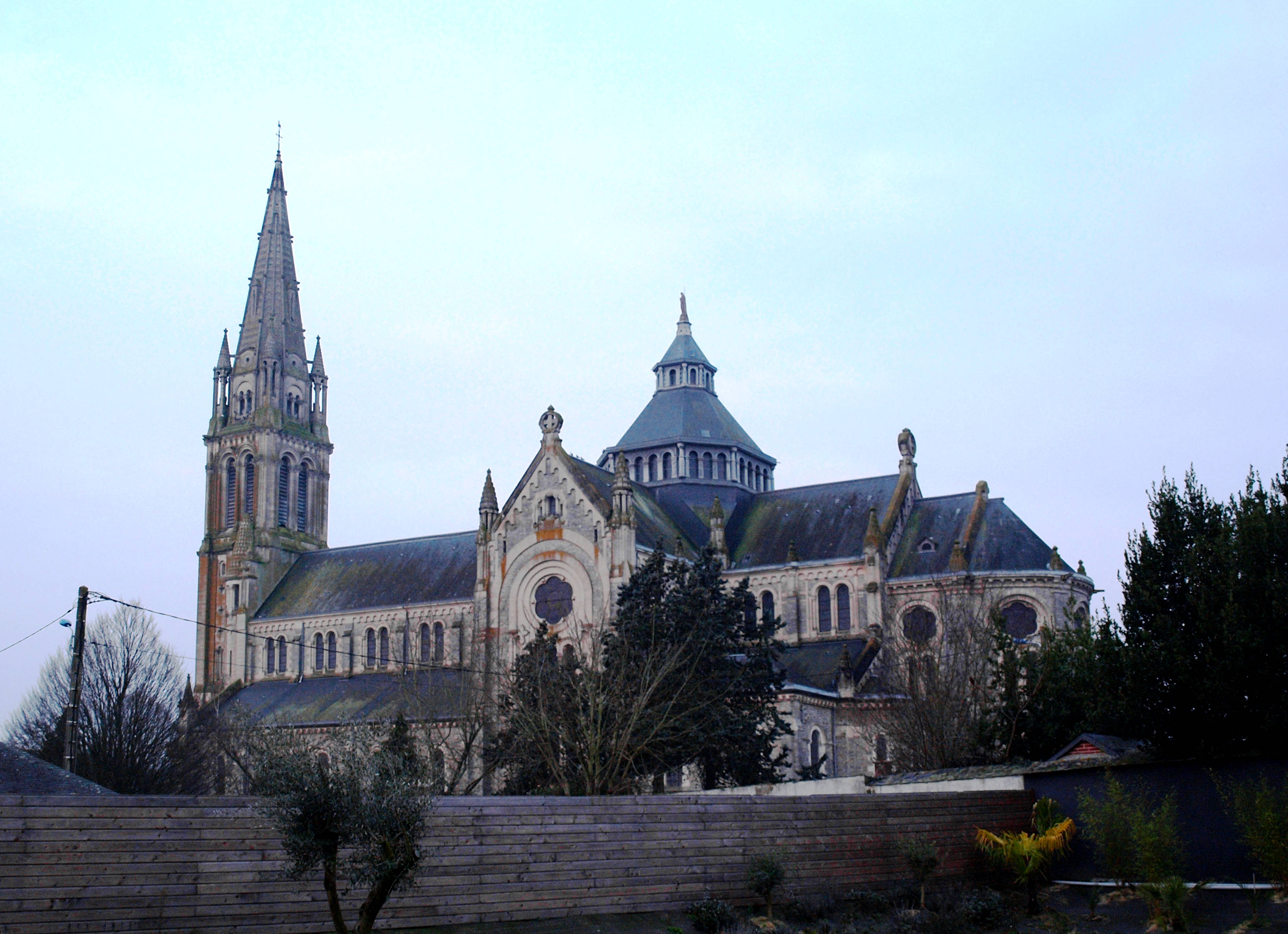
Église du Sacré-Coeur : autre vue extérieure d'ensemble.
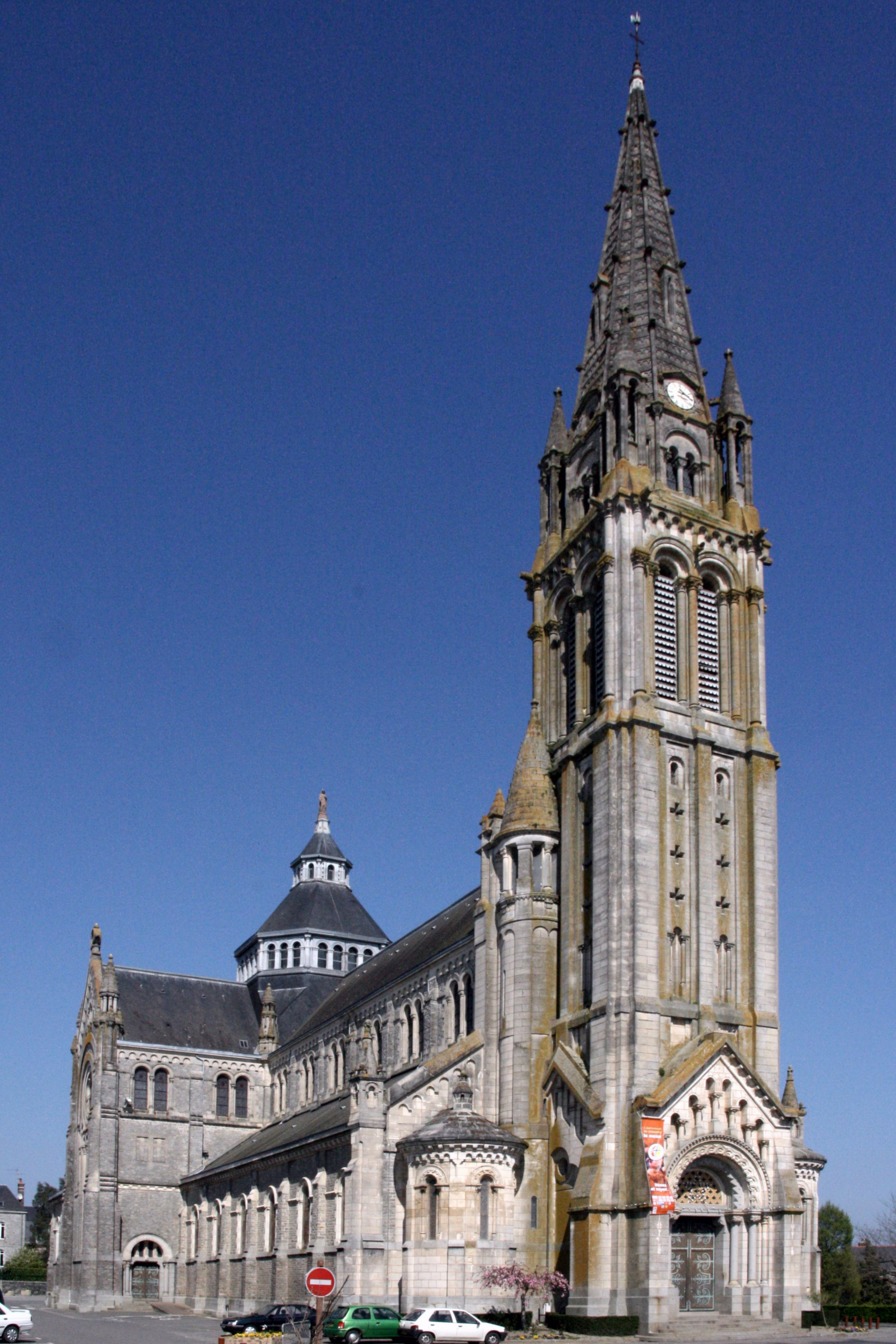
L'église du Sacré-Cœur.
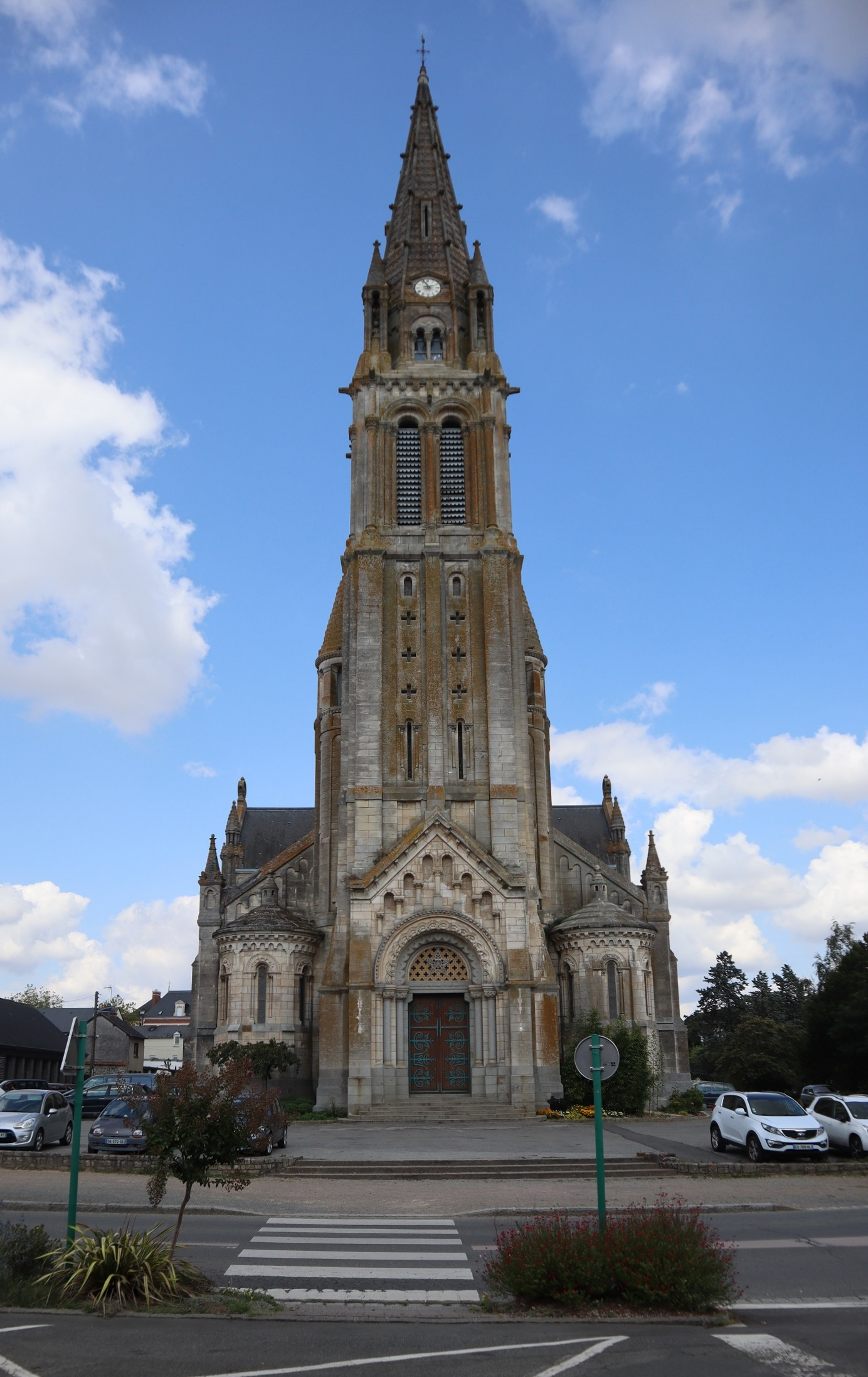
Église du Sacré-Coeur : la façade principale.
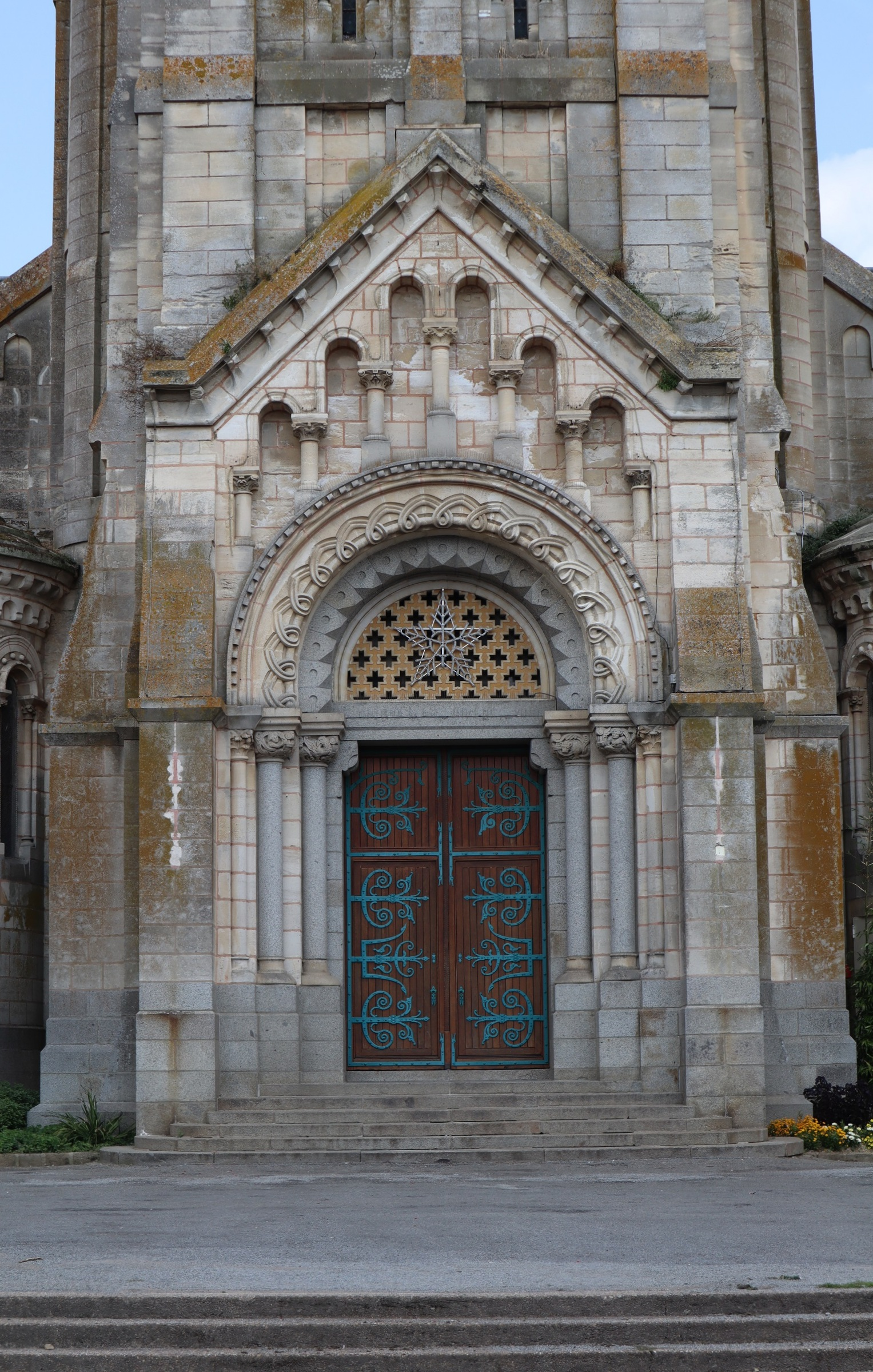
Église du Sacré-Coeur : le portail de la façade principale.

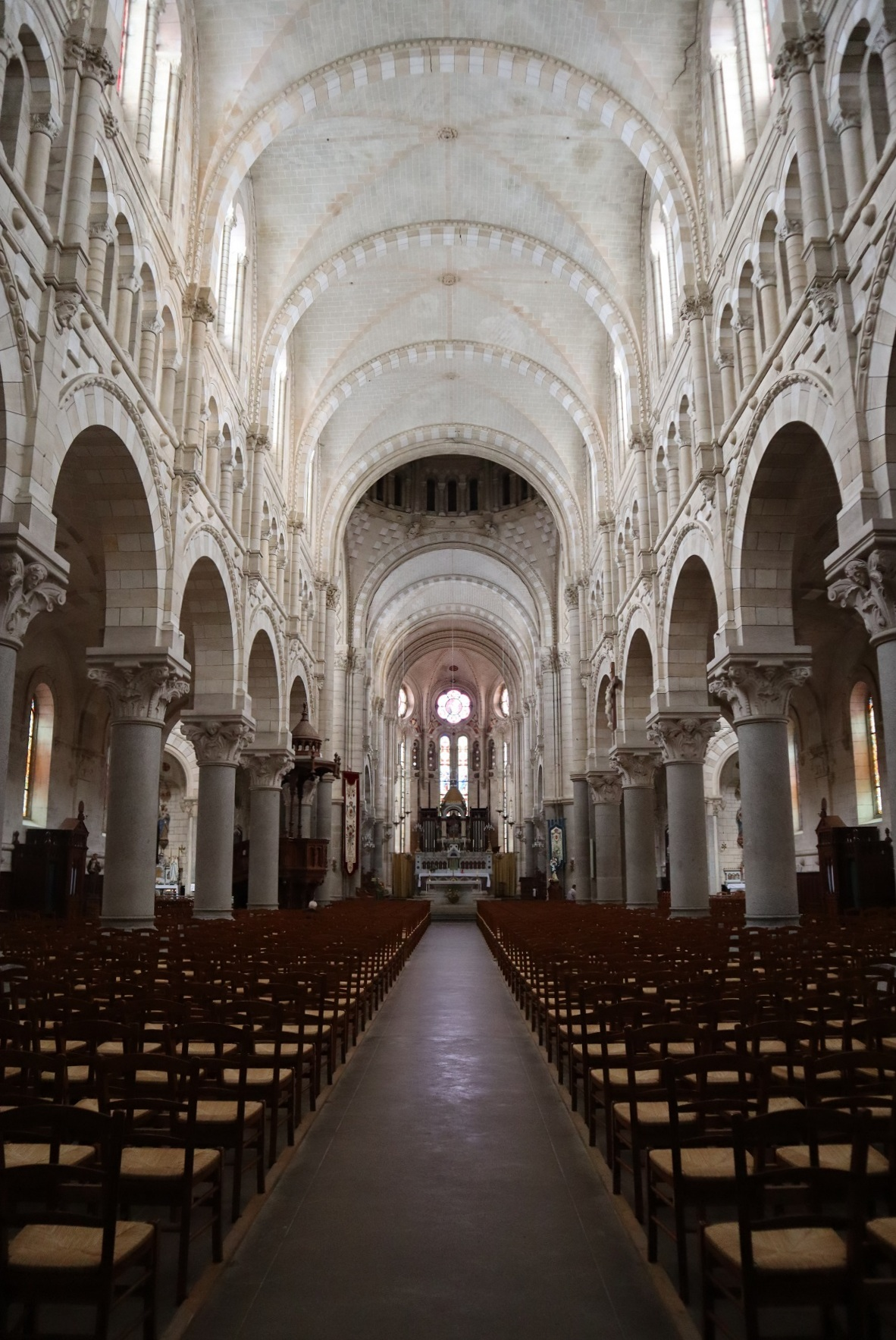
Église du Sacré-Coeur : vue intérieure d'ensemble.
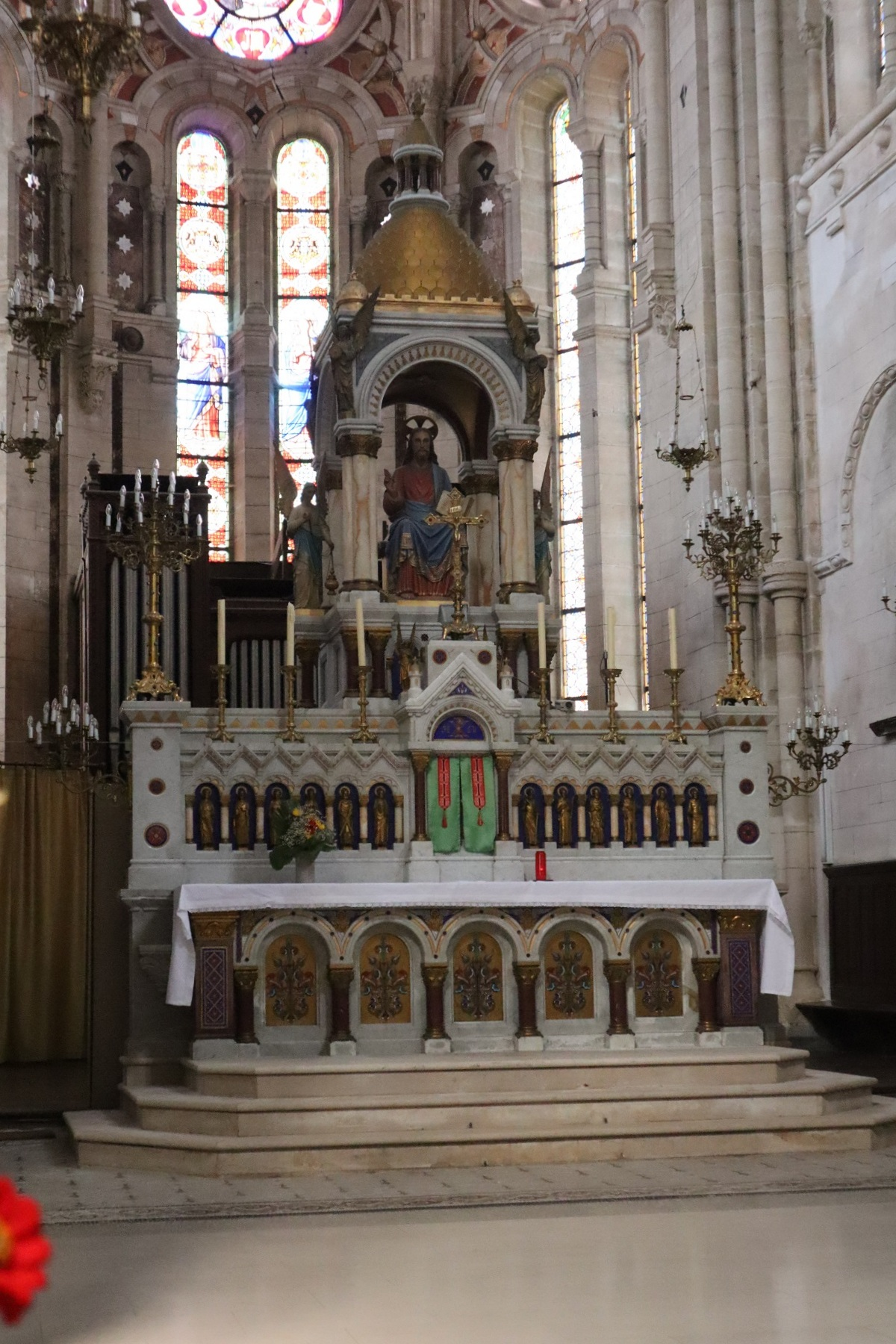
Église du Sacré-Coeur : le maître-autel.
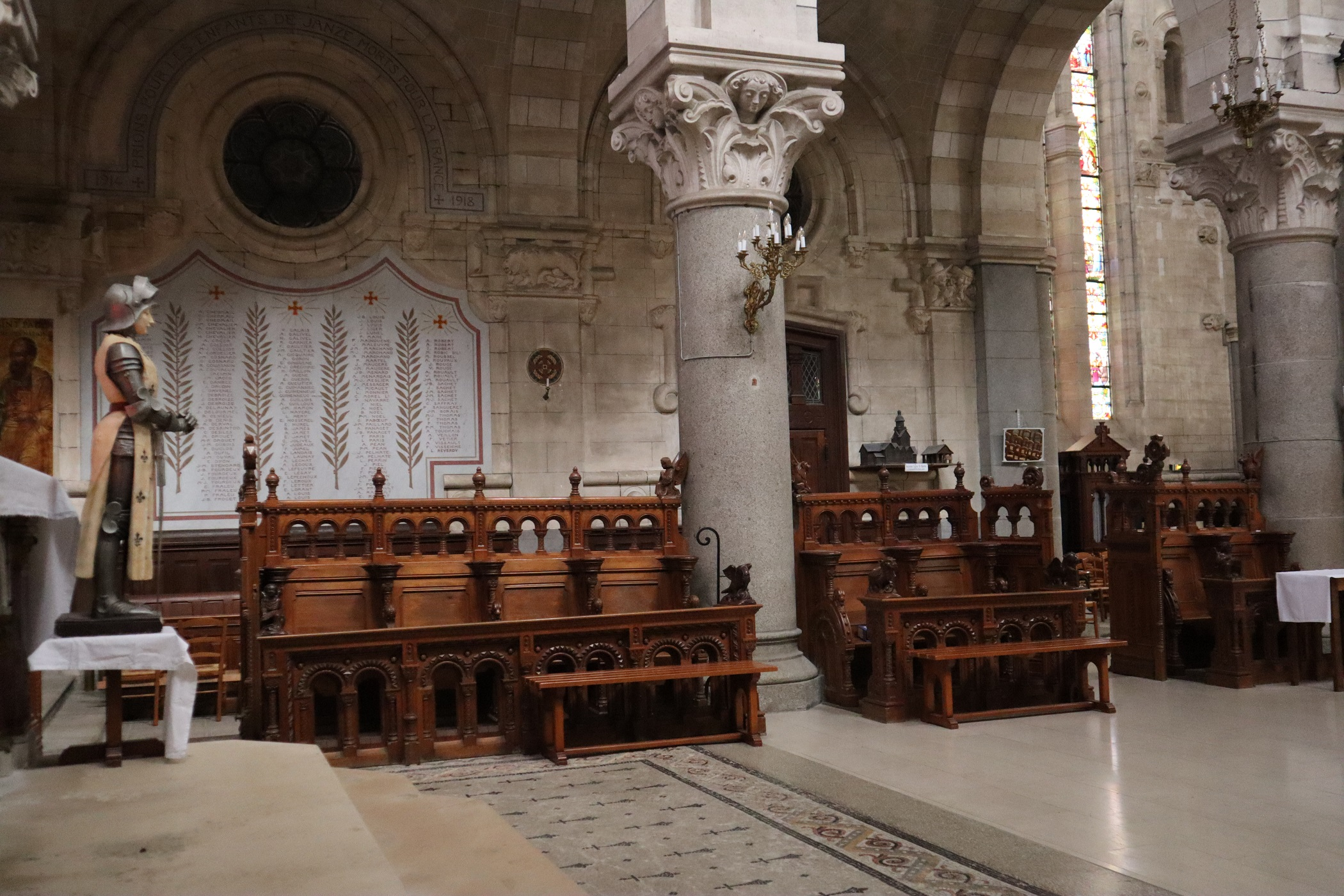
Église du Sacré-Coeur : stalles et chapiteaux.
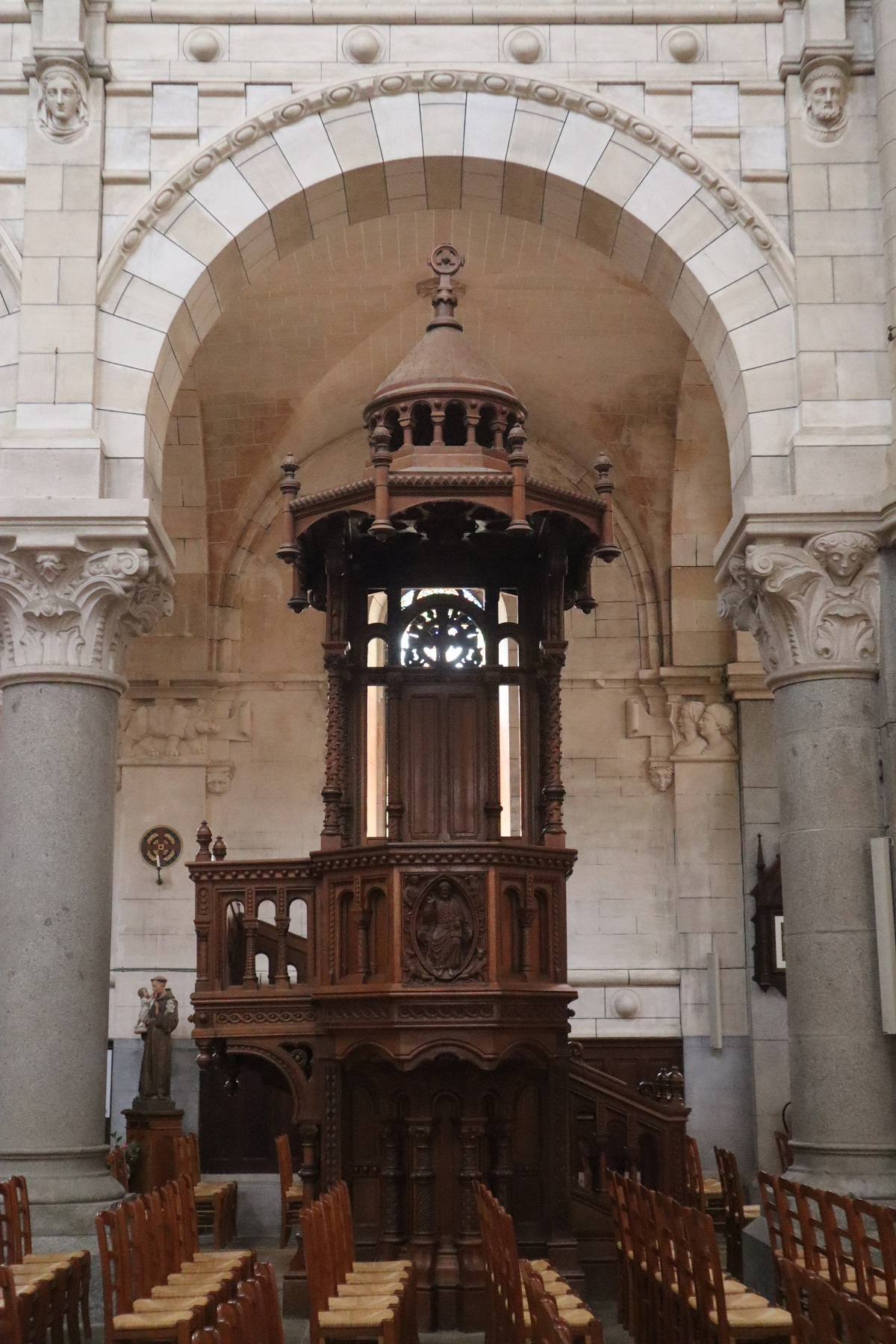
Église du Sacré-Coeur : la chaire à prêcher.
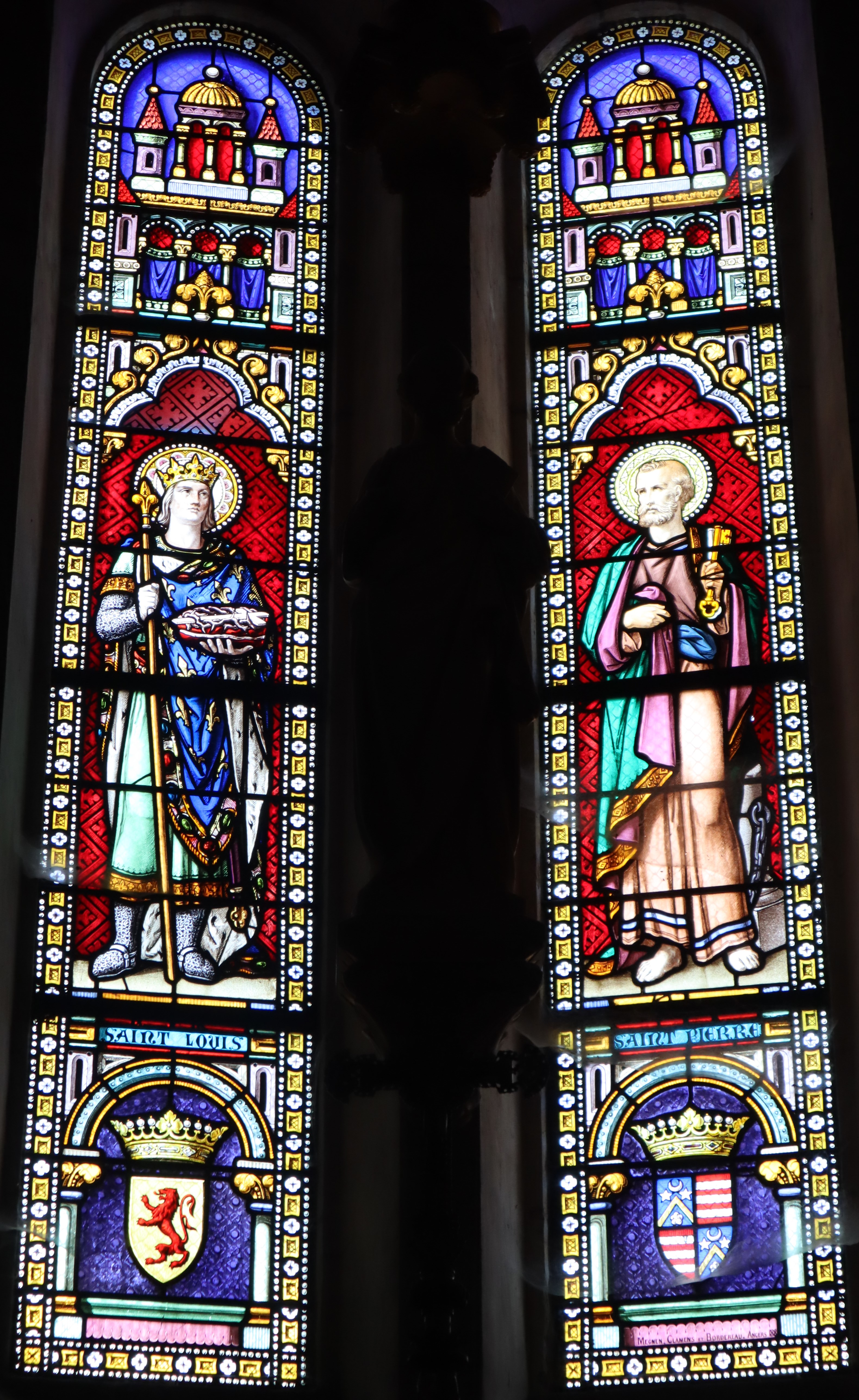
Vitrail représentant saint Louis et saint Pierre.

#### Monuments historiques
Le menhir dit de la Pierre des Fées, situé au lieu-dit Bellevue, a été classé monument historique par arrêté du 19 octobre 1963. Il est enregistré dans la base Mérimée sous deux fiches descriptives différentes,.

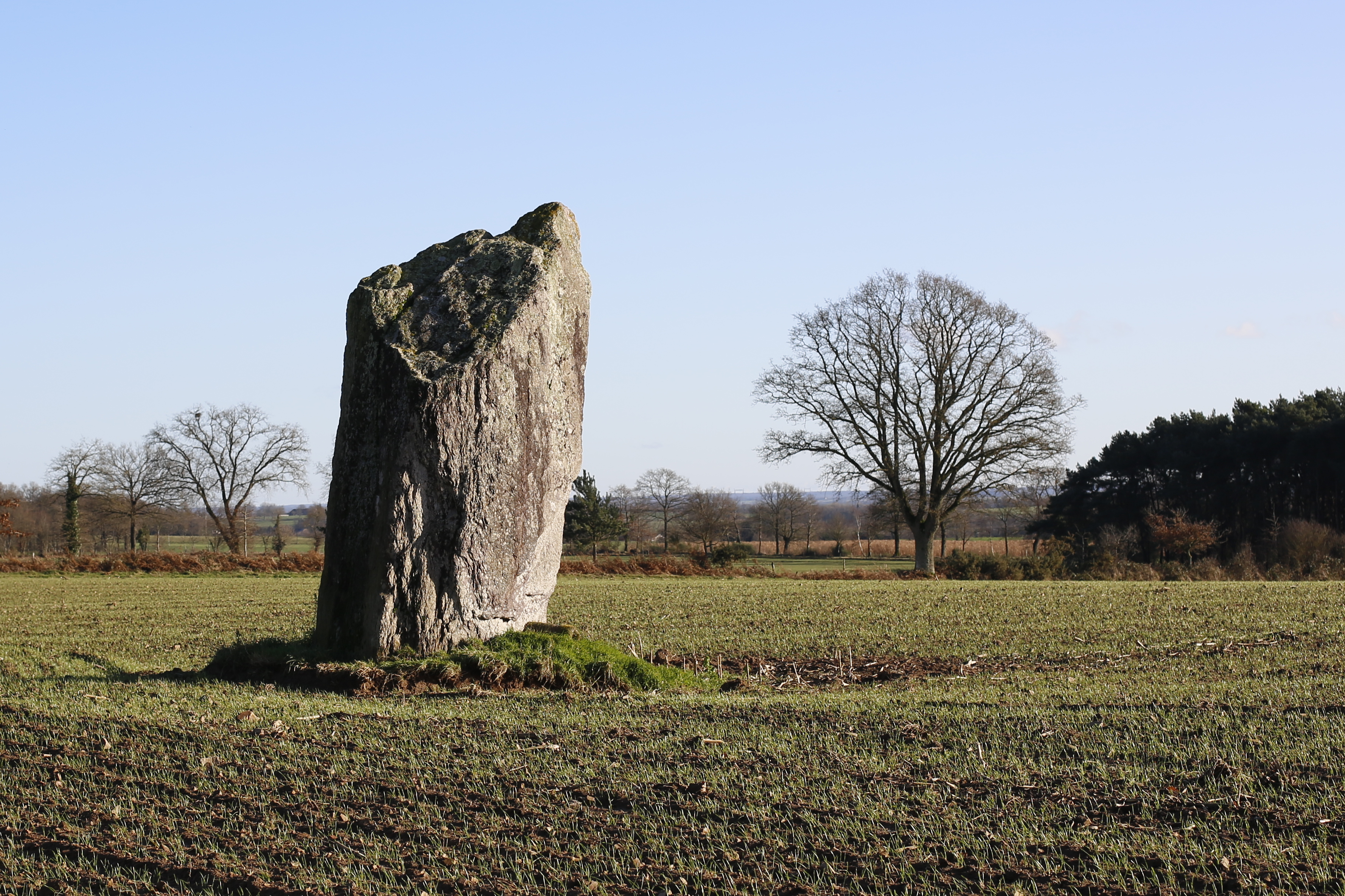
La Pierre des Fées ou menhir de Belle-Vue.

#### Autres monuments
- Les châteaux :
  - Château de La Jaroussaye (situé entre les routes de Châteaugiron et d'Amanlis). Le centre de la construction actuelle daterait du XVe siècle. Deux ailes furent ajoutées au cours des siècles. Le château fut occupé par les familles : de Préauvé (1427, 1513), Tituan, seigneur de l'Estang (1579), de La Tullaye (1585), puis vers 1850, de Villoutreys de Brignac[35]. Le château de La Jaroussaye est aujourd'hui occupé par l'Institut rural[71].
  - Château de La Tullaye (situé sur la route de Bain-de-Bretagne). La plus ancienne mention qui soit donnée de ce château, 1360, a été faite par Ogée dans son dictionnaire de Bretagne. Tout y dénotait un manoir fortifié médiéval. Malheureusement les documents manquent jusqu'au XVIIe siècle, époque de transformations. Le château fut occupé par les familles de La Tullaye (épouse Nicolas de Couasnon, en 1690), les sieurs de Faucon, de La Monneraye (à partir de 1708), Le Mintier de Saint-André, de Langle de Cary[35].
  - Château de la Franceule, construit au début du XXe siècle[72] ; il a été pendant la majeure partie du XXe siècle propriété de la communauté religieuse Saint-Cyr de Rennes[73].

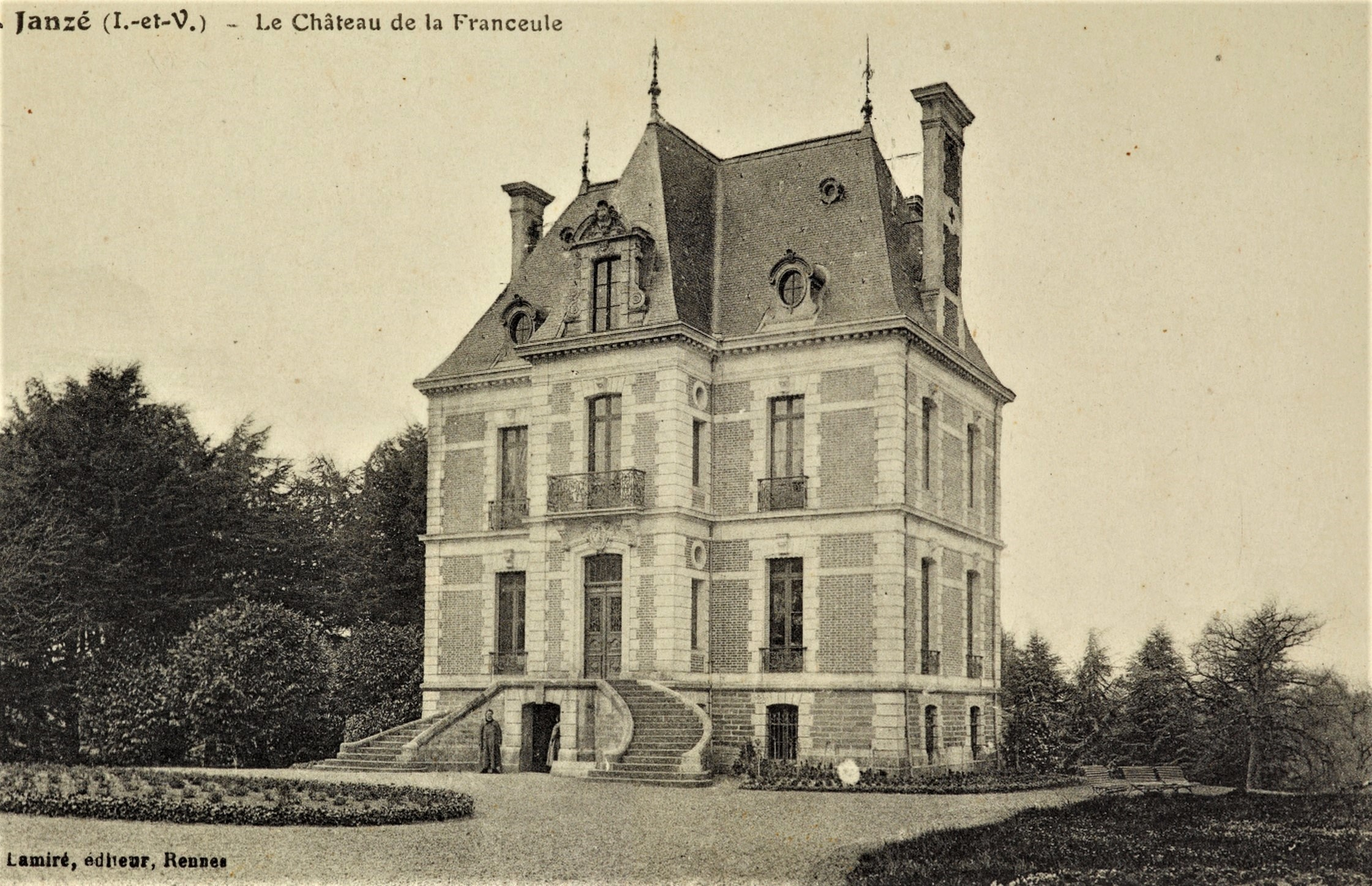
Le château de la Franceule au début du XXe siècle.

- Autres lieux :
  - La maison à tourelle, une des plus vieilles maisons de Janzé.
  - L'hôtel de ville (2e moitié du XIXe siècle).

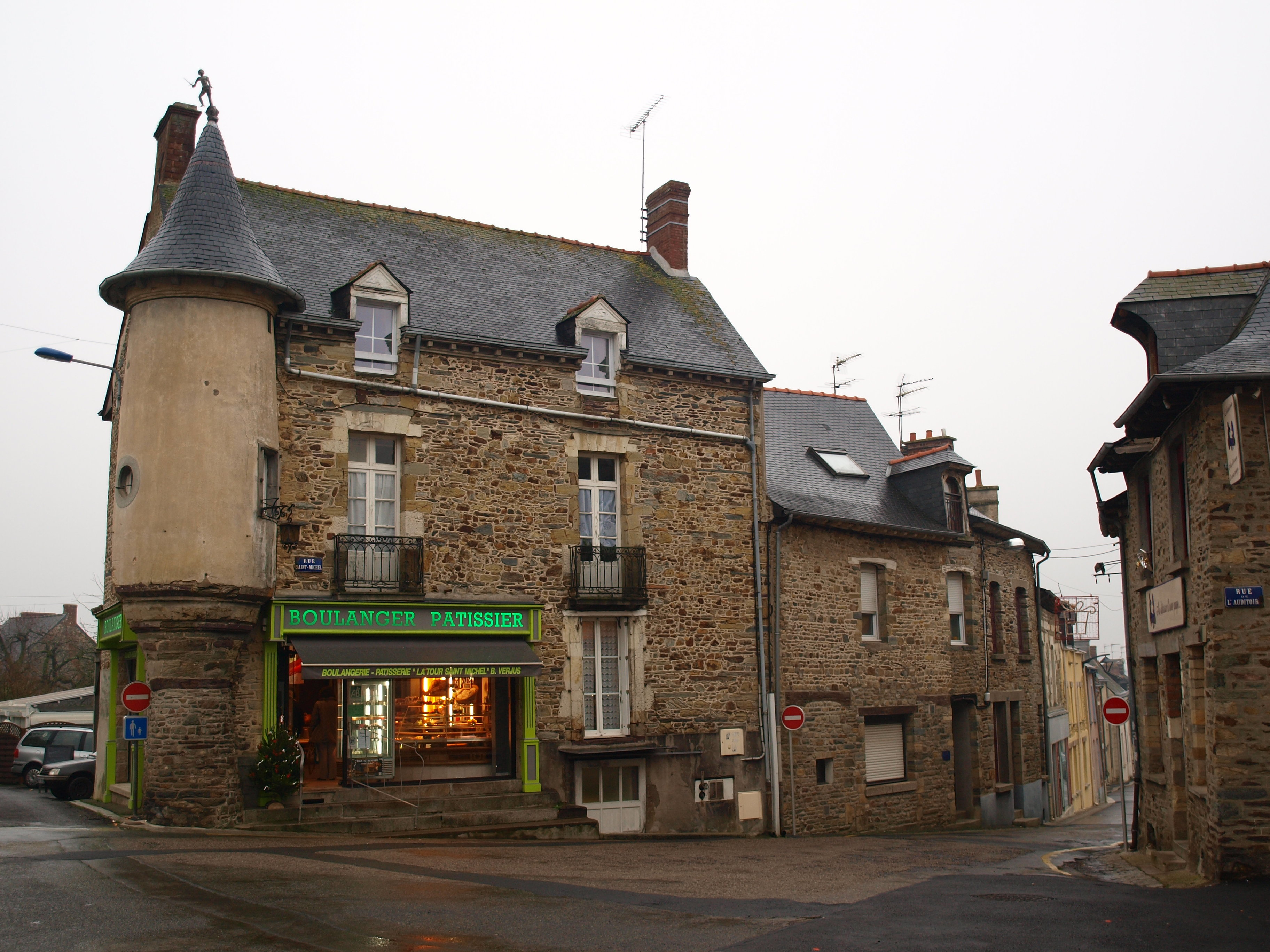
La maison à tourelle.
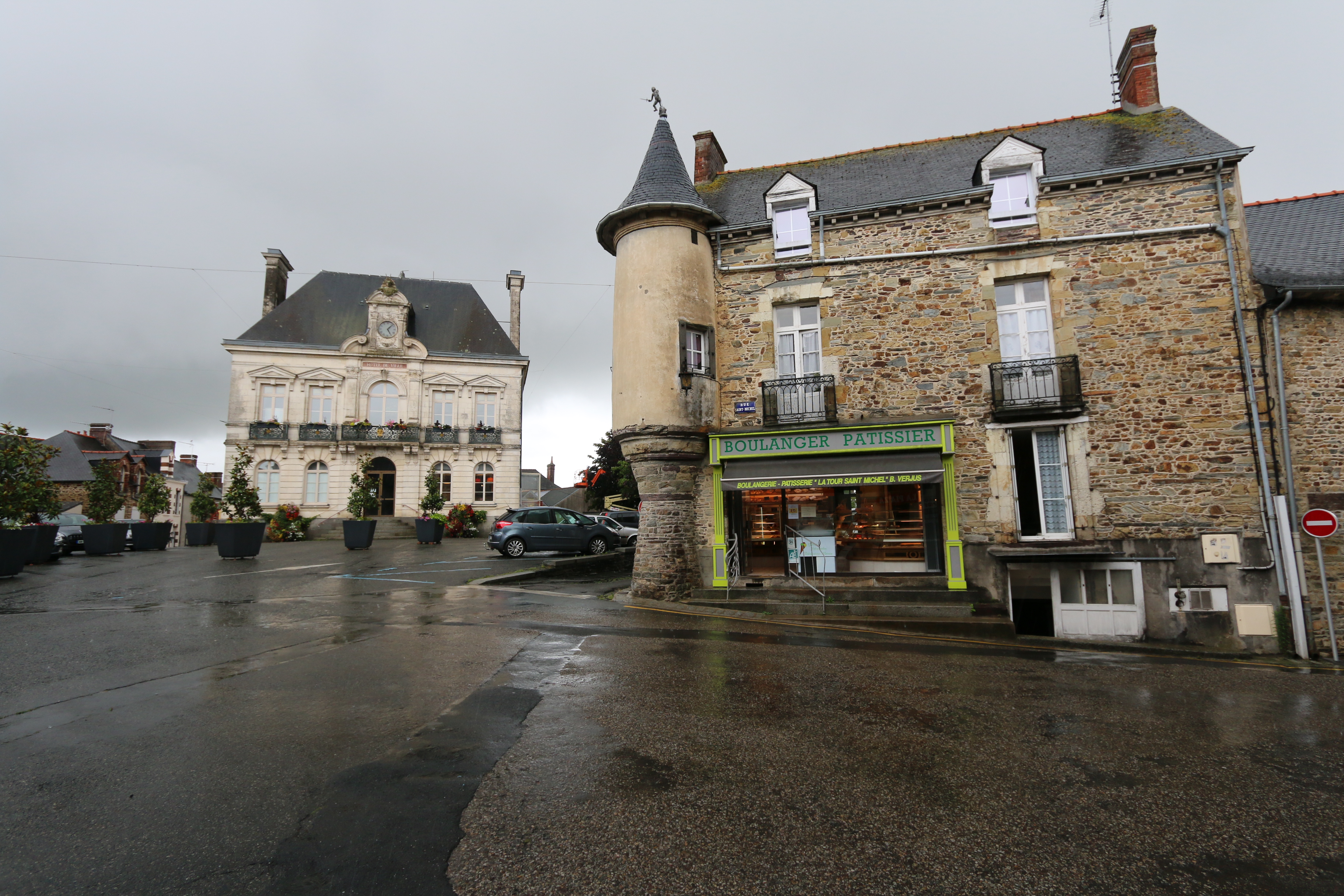
L'hôtel de ville et la maison à tourelle, dans la vieille ville.

### Personnalités liées à la commune
- Jean Jouzel, né le 5 mars 1947 à Janzé, ancien élève de Saint-Joseph, climatologue et glaciologue français.
- Éric Besnard, journaliste sportif à Canal+
- Pierre-Aristide Bréal, né à Janzé le 31 mai 1905, auteur de pièces de théâtre.
- Éric Vigner, né en 1960, artiste et homme de théâtre.
- Hervé Gauthier, né en 1949 à Janzé, footballeur et entraîneur.

### Héraldique
| Blason | Blasonnement : D'azur aux trois bandes d'argent chargées de 6 mouchetures d'hermine de sable dans le sens de la bande, 1 dans la première, 3 dans la seconde et 2 dans la troisième. |

### Janzé dans les arts
- Janzé est cité dans le poème d'Aragon, Le conscrit des cent villages, écrit comme acte de Résistance intellectuelle de manière clandestine au printemps 1943, pendant la Seconde Guerre mondiale[74].

## Publications
- Louis Dubreuil, « Fêtes révolutionnaires en Ille-et-Vilaine », Annales de Bretagne, vol. 21,‎ 1905, p. 398-399 (lire en ligne)
- Marie Soraye-Racapé, Janzé, ses origines, son histoire, 2001 (1re éd. 1968).
- Jean-Pierre Duhamel : Janzé, récits et images du passé, Dojo Club Janzéen, 1996. 256 p.  (ISBN 2-9509556-1-4).
- Jean-Pierre Duhamel : Janzé au fil du temps, au fil des ans, Dojo Club Janzéen, 1995. 264 p.  (ISBN 2-9509556-0-6).